# 藤沢市母娘ら5人殺害事件
藤沢市母娘ら5人殺害事件（ふじさわしおやこら ごにんさつがいじけん）は、1981年（昭和56年）10月6日 - 1982年（昭和57年）6月5日の約8か月間に神奈川県・兵庫県にて男女5人が相次いで殺害された3件の連続殺人事件。
加害者の男F（逮捕当時21歳）は神奈川県藤沢市辻堂神台二丁目の民家にて1982年（昭和57年）5月27日夜、自身との交際を拒絶していた住人の女子高生A（事件当時16歳）とその家族（妹B・母親C）の計3人を刃物で刺殺したほか、同事件前後には神奈川県横浜市・兵庫県尼崎市でそれぞれ自身と金銭トラブルとなっていた元少年院仲間の男性2人（うち後者事件の被害者は藤沢事件でFと共犯）を刺殺した。加害者Fが逮捕された直後、警察庁は一連の連続殺人事件を「警察庁広域重要指定112号事件」に指定した。

## 概要
本事件は以下4つの事件からなる。
1. 1981年10月6日未明、神奈川県横浜市戸塚区中田町[注 2]で男性X（元少年院仲間 / 4. の窃盗共犯者）を殺害した事件（殺人罪）[7] - 以下「X事件」もしくは「横浜事件」
2. 1982年5月27日夜、神奈川県藤沢市内で交際に応じなかった女子高生Aら母娘3人（Aと妹B・母親C）を殺害した事件（殺人罪）[7] - 以下「藤沢事件」もしくは「母娘3人殺害事件」
3. 2.の事件後となる1982年6月5日夜、少年Y（藤沢事件の共犯者 / 元少年院仲間）を兵庫県尼崎市内で殺害した事件（殺人罪）[7] - 以下「Y事件」もしくは「尼崎事件」
4. 単独、もしくはXと共謀して10回にわたり窃盗を繰り返し、被害総額321万円あまりを出した事件（窃盗罪）[7]

母娘3人を含め5人が殺害された一連の事件は当時、第二次世界大戦後に神奈川県内を舞台とした殺人事件としては死者数が最多で、いずれも加害者Fの「裏切り者は消す」という論理が動機だった。上告審判決 (2004) は判決理由にて「被害者の言動により被告人Fがその心情を害されることが多少はあったが、それでも被告人Fが殺害を決意・実行していく過程は誠に短絡的かつ身勝手なもので動機に酌量の余地はない。いずれの殺害行為もあらかじめ殺傷能力の高い鋭利な刃物を凶器として複数準備して計画的に行われており、攻撃の態様も確定的殺意の下に各被害者の身体の枢要部を刃物で滅多刺しにする執拗・残虐な犯行だった」と指摘している。
また本事件は日本社会に大きな衝撃を与え、地元・神奈川県の『神奈川新聞』・『読売新聞』（神奈川県版）はそれぞれ同年末に「今年の県内トップニュース」に本事件を選出した。
被告人として起訴された加害者Fは1988年（昭和63年）に第一審・横浜地裁で死刑判決を受け、東京高裁に控訴したが、控訴審の最中（1991年）に不安定な精神状態で控訴を取り下げたため、その有効性が最高裁まで争われた。このため、本事件の刑事訴訟は第一審判決から2000年（平成12年）の控訴審判決までに12年近く、2004年（平成16年）に上告審判決で死刑が確定するまで計16年を要する異例の長期裁判となった。

## 加害者・元死刑囚F
本事件の加害者である男F・S（姓名のイニシャル / 以下文中では姓イニシャルを用い「F」と表記）は1960年（昭和35年）8月21日に生まれた。逮捕当時は神奈川県平塚市上平塚11番地4号在住・元工場従業員だった。非喫煙者である。
刑事裁判で死刑が確定し、死刑囚となったFは法務省（法務大臣：鳩山邦夫）が発した死刑執行命令により、2007年（平成19年）12月7日に収監先・東京拘置所で死刑を執行された（47歳没）。

### 幼少期の生い立ち
Fは神奈川県茅ヶ崎市内の病院で生まれ、平塚市内で育った。Fは幼少期こそ両親から愛情を注がれて育ったが、幼稚園卒園直前に妹が誕生すると両親は妹ばかりを溺愛するようになった。また横浜地検の冒頭陳述書 (1982) によれば、幼少期から姓の読みをもじった蔑称で侮辱されていたことから「大きくなったら徹底した悪になりひねくれてやる」と考えていた一方、「強い者には弱く、弱い者には強い態度に出る傾向」が強かった。
1967年（昭和42年）4月には平塚市立富士見小学校に入学したが、学校やその近くの店で万引き・喧嘩などの非行を繰り返していた。その一方で、家庭内では母親から「しつけ」と称して押し入れに閉じ込められたり、たばこの火を手に押し付けられたりするなど折檻を受けることがあり、当時の担任教諭たちもFについて「母親からまともな愛情を注がれていないのではないか？」と感じていた。小学校4年生までは女子児童・下級生の男子児童をいじめていたが、小学4年生の時、同級生の女児の頬に鉛筆を突き刺す事件を起こしたことで、同級生たちから決定的に疎外されるようになり、一転していじめを受けるようになった。
富士見小学校卒業後の1973年（昭和48年）4月には平塚市立春日野中学校へ入学したが、直後に同級生の間で「Fを殺す会」が結成されるなど、深刻ないじめを受けるようになった。これに対し、Fは周囲を見返すために周囲からの反対を押し切って空手道場に4か月ほど通い、空手の基本を身に着けている。中学入学後に新聞配達を始め、1年生の時には新聞配達のアルバイトで稼いだ金で果物を買い妹と一緒に食べるなど、心優しい兄としての一面も見せていたが、2年生のころには両親からピアノを買い与えられるなど溺愛されていた妹への嫉妬心から、母親・妹への家庭内暴力を振るうようになった。中学2・3年時代は学校・家庭内とも居場所がない状態で、学業成績は全教科が1評価だった。中学の卒業文集では「将来はお金持ちになってゴテン（御殿）を建てているだろう」と書き記していたほか、寄せ書きに平仮名で「ぼくのことをわすれないでほしい」とも書き記していたが、事件後も小学校時代の同級生の間では極めて印象の薄い存在となっていた。
横浜地検 (1982) は「Fの凶暴性は『子供のいじめ・いたずら』の域を超えたほどのもので、それが年齢を重ねるにつれてエスカレートしたためにかえって周囲の者の結束を招き、Fは一層孤立することとなった」と指摘している。

### 非行の連続
Fは1976年（昭和51年）3月に中学校を卒業後、学校から紹介を受け学校近くの工場に旋盤工として就職したが、わずか3か月未満で退職した。それ以降も短期間で職を転々とし、翌1977年（昭和52年）8月26日には厚木市内にてオートバイを盗んだとして補導され保護観察処分となった。一方で同月には交通事故で負傷して茅ヶ崎市内の外科病院に入院したが、その際に同じく入院していた中学生の少女と親しくなり、連絡先を教えている。
同年10月、F（当時17歳2か月）は平塚市内の事務所に侵入して現金2,000円を盗んだとして窃盗容疑で神奈川県平塚警察署に逮捕され、少年審判で家庭裁判所から「在宅試験観察」の処分を受けた。しかしFは処分決定から半月後、両親に無断で横浜市戸塚区内の新聞販売店にて住み込みで働き、1978年（昭和53年）6月には東京都品川区大崎で中学時代の先輩とともにひったくりをしたため、同月30日に警視庁三田警察署に逮捕され、中等少年院送致の処分を受けた。同年8月2日から新潟少年学院（新潟県長岡市）へ入所したが、同院に塀・柵がなかったため、同年12月27日には脱走を試みた。しかし失敗し、翌1979年（昭和54年）3月には自宅に近い小田原中等少年院（神奈川県小田原市）へ移送された。小田原少年院では同室の少年たちからいじめを受けていたが、脱走を企てたことを理由に教官から厳しく監視されていたこともあり、在院期間中（約半年）に目立った問題行動は起こさなかった。また、同院在院中には後に共犯者（および被害者）となった2人の少年 (X・Y) と知り合い、親しくなっている。しかし、2つの少年院在院中に家族はほとんどFの面会には訪れず、仮退院が近づいた際には両親がFの身元引受を拒否した。
Fは1979年10月5日に小田原少年院を仮退院すると川崎市内の施設に身を寄せたが、約10日で連絡なく施設を去り、同月16日には同市内の耐火施設会社に就職した。しかしその後も再び職を転々とし、以降は再び定職を得ずバイクを乗り回す生活を送っていたが、1980年（昭和55年）3月9日には父親から生活態度を注意されたことに逆上し、止めに入った妹を殴るなどした。息子からの家庭内暴力に辟易し続けていた父は、身の危険を感じて平塚署に110番通報した。この時、父親が駆け付けた署員に対し、ごみ箱に捨ててあった女性用ハンドバッグを「息子がひったくりで持ち帰ったものだ」と提示したため、Fは窃盗容疑で平塚署に逮捕され、同年4月9日には久里浜特別少年院（神奈川県横須賀市 / 横須賀刑務所に隣接）へ送致されることが決まった。Fは同院在院時代、成績不良に加え、何度か教官に反抗的な態度を取ることがあったため、原則として退院措置が取られる20歳を過ぎても6か月間の収容継続措置となったが、退院前には「今度退院してから事件を起こせば刑務所に入る。前科が付いてしまうので、ここで本当に反省して悪いことを繰り返さないよう心掛けたい。退院後は新聞販売店に就職し、いつかは自分で新聞店を経営したい。」と感想文を書いていた。また、久里浜少年院にはXも共に在院していた。
1981年（昭和56年）5月8日に久里浜少年院を退院したFは両親から引き受けを拒否されたため、横浜市内の更生施設に身を寄せたが、この頃には「どでかい完全犯罪をやってやる」という思いに凝り固まっていた。Fは施設を1日で逃げ出して平塚に帰ったが、再び家族から拒絶されたため、2か月早く久里浜少年院を退院していたXを頼り、彼の勤務していた鎌倉市内の空調設備会社に就職した。

### 人物像・家庭環境
横浜地検は冒頭陳述 (1982) で、被告人Fの性格傾向について「友人がほとんどおらず、他人への猜疑心が著しく強い。一方でいったん心を許すと相手に過大な信頼を寄せ、執拗に付きまとうため嫌われたが、それを『相手の背信行為』と考え、激しい恨みを抱くに至る傾向がある」と指摘した。一方、中学時代の同級生は『読売新聞』の取材に対し「近所の人には必ず笑顔で挨拶し、子どもたちを集めてボール遊びをすることもあった」と証言している。Fはオートバイ好きでありながら暴走族に入ろうとしなかったり、幼少期から非行を繰り返していた一方で飲酒・喫煙・シンナー乱用などを「体に害だから」と行わなかったりと、非常に意志の堅いところも有していた。
また知人らによれば、Fの母親は「見栄っ張りで決して自分の非を認めず、身の不幸はすべて相手に責任転嫁して自己正当化するようなところがある」性格で、「そのような母親の性格・教育方針がFの人格形成に影響を与えたのではないか？」という報道もされている。しかしFの母親は少年院出所後の息子の引き受けを拒否していた一方、Fが事情聴取を受けた際には事件への関与を否定したため、神奈川県警の捜査員は「Fの母親は決して冷たかったわけではなく、息子に対する愛情も皆無ではなかった。その母親が少年院から出てきた息子を引き取らなかった理由は家庭全体の平穏を考えたためではないか？」と推測している。

## 被害者
藤沢市の事件で犠牲となった被害者母娘3人について、遠藤允 (1988) は「被害者一家はどこにでもあるごく普通の家庭だった。もし事件さえ起きなければ新聞・テレビで実名報道されることはあり得なかったはずだ」と評している。その一方、横浜事件（X事件）・尼崎事件（Y事件）で殺害されたFの元少年院仲間2人（男性X・少年Y）はいずれも、Fと同じく愛情の希薄な家庭で生育し、教護施設で少年時代を過ごしていた。

### 横浜事件・被害者X
横浜市の事件で被害者となったFの友人男性X（20歳没）は1960年（昭和35年）11月25日生まれ・北海道出身。死亡当時は神奈川県鎌倉市山崎在住・無職。
両親と弟・妹の5人家族で生活していたが、思うように収入を得られずストレスを抱えた父親から母・弟妹を含めて当たり散らされ、小学2年生の時には小遣いも満足に貰えなかったため、神社から賽銭を盗んだことがあった。小学校3年生時に鎌倉市内へ移住したが、4年生のころから現金を盗んで買い食いする非行を繰り返すようになり、父親から体罰を加えられた。その後、いったんは盗み癖が治り更生しかけたが、小学校卒業直前から盗み癖が再発し、中学校進学直後（1973年5月ごろ）から万引きなどの非行を繰り返したため、6月に神奈川県立教護院へ送られた。教護完了（1976年3月）後、神奈川県立普通科高校定時制へ進学したが、長続きせず2年生で中退した。その後は1978年に再び横浜市内で非行2件を犯したため小田原少年院へ送致され、この時にFと知り合った。退院後、1980年2月には空き巣をして横須賀市内の久里浜特別少年院へ収容されたが、更生に向けて努力し、後述の空調設備会社（自宅近く）で空調配管工として働き始めてからは月収の多くを母親に渡していた。しかしFが自身のアパートに来てからはFとひったくりを始めるようになり、その5か月後にFによって殺害された。

### 藤沢事件・被害者母娘
2件目の事件（藤沢市内における母娘3人殺害事件）で妻子3人を失った男性D（当時46歳：会社員）は事件当時、厚木市内の日産自動車設計総務部工務課に勤務していた。Dは事件2年前の1980年3月30日に事件現場となった土地付き分譲住宅を約3,000万円で購入し、横浜市旭区内の社員寮から引っ越していた。
- 被害者少女A（16歳没・神奈川県立茅ヶ崎高校2年生の女子高生）[3] - 1965年（昭和40年）11月30日生まれ[98]。中学時代は父親の転勤・転居により1年ごとに転校を繰り返していたが、誰とでも気軽に付き合える屈託のない性格だった[注 29][99]。高校入学直後の1981年6月以降、夏休みの旅行費用を稼ぐ目的で藤沢市鵠沼海岸にあるハンバーガーチェーン店（江ノ島店）にてアルバイトをしていた[100]。
- 被害者少女B（13歳没 / Aの妹・一家の次女で藤沢市立明治中学校2年生）[3] - 1968年（昭和43年）11月24日生まれ[101]。
- A・B姉妹の母親C（45歳没）[3] - 1936年（昭和11年）に神奈川県鎌倉市で生まれ、私立女子高校を卒業後、就職先の光学会社で1年先輩だった男性D[注 30]と知り合い、6年間の交際を経て結婚した[102]。事件当時は茅ケ崎駅前の大型スーパーマーケットで勤務していた[103]。

遺族である男性Dは事件後、「『事件当日に早く帰宅していれば妻子を犯人から守ってやれたかもしれない』と悔やんでいる」とコメントし、第一審の証人尋問で法廷にて「被告人Fを妻子と同じように殺してやりたい。せめて3人分（3発）だけ殴らせてほしい」と証言したほか、上告審判決前日（2004年6月14日）には『読売新聞』の取材を受け「明日が上告審判決とは知らなかった。事件のことはもう思い出したくないが、死刑を望む気持ちは変わらない」と述べていた。

### 尼崎事件・被害者Y
2件目の藤沢事件でFと共犯関係となり、その後尼崎市内で刺殺された3件目被害者・少年Y（19歳没）は1962年（昭和37年）7月4日生まれ。死亡当時は東京都江東区出身・元ゲームセンター店員で、かなり寂しがり屋な性格だった。
台東区内の小学校に通学したが、小学5年生の時から家出・恐喝を繰り返したため、中学に進学できず埼玉県浦和市（現：さいたま市浦和区）内の教護施設に入った。その後も両親の離婚・父親の自殺が重なり、16歳の時にシンナー乱用で検挙され、1978年10月に小田原少年院へ送致された。小田原少年院時代には1979年4月から約半年間にわたりFと同室になり、入所から1年後に仮退院したが、その半年後には再びシンナー乱用で久里浜少年院へ送致された。1981年6月に久里浜少年院を仮退院してからは浅草のゲームセンターで働いていたが、1982年4月にシンナー乱用で警視庁新宿警察署に検挙され、2年間の保護観察になり、東京都内の更生施設に預けられた。その後、広告宣伝会社への就職が内定していたが、同年5月14日に無断で施設を飛び出して暴力団風の男と行動を共にするようになり、5月24日（母娘3人殺害事件の3日前）深夜に新宿界隈を徘徊していたところ、歌舞伎町でFと再会した。

## 事件の経緯

### 第1の事件（X事件）
事件現場：神奈川県横浜市戸塚区中田町2748番地・キャベツ畑
- X事件の現場[89] - 相鉄いずみ野線・いずみ野駅から約3キロメートル (km) 南の田園地帯[注 39][4]。当時の現場一帯はキャベツ・ネギなど野菜畑や荒れ地が広がり、夜はほとんど人通りがない静かな場所だった[4]。

#### 金銭トラブル
被害者XはFに先駆けて1981年3月19日に少年院を退所し、空調設備会社で配管工として働き始めたが、Fが就職した直後（1981年5月18日）からは2人でひったくりを再開した。結局、2人は5月18日・5月19日と2日連続でひったくりを行ったことで現金17万6,000円を得ることに成功し、Fが働き始めてからわずか5日後に2人で退職した。
その後、2人は会社の寮を退去し、神奈川県茅ヶ崎市東海岸の民間アパートを借りた後、1981年7月末には横浜市鶴見区矢向のアパートに転居してひったくりを重ね、ひったくりで得た金を生活費として共同生活を送っていた。またX殺害事件以前にF・X両加害者は神奈川県内各地（鎌倉市・川崎市・厚木市・横浜市）で以下8件・被害総額145万円の窃盗事件（ひったくり・事務所荒らしなど）を起こした。
1. 1981年5月18日：鎌倉市大船の路上 - 女性から現金13,000円入りのハンドバッグを奪う[114]。
2. 1982年5月19日：川崎市川崎区の路上 - 女性から現金16万3,000円入りのハンドバッグを奪う[114]。
3. 1981年6月3日：厚木市旭町の路上 - 女性から現金40,000円入りのショルダーバッグを奪う[114]。
4. 1981年6月3日：厚木市恩名の路上 - 女性から現金33,000円入りのショルダーバッグを奪う[114]。
5. 1981年6月9日：横浜市西区の路上 - 男性から現金13,000円入りのショルダーバッグを奪う[114]。
6. 1981年7月4日：横浜市戸塚区の事務所 - 金庫から現金13万3,000円を奪う[114]。
7. 1981年7月13日未明：横浜市鶴見区下末吉一丁目21番8号のレストラン[注 41] - 店内に侵入し、金庫から現金101万8,000円あまりを盗む[116]。
8. 1981年8月4日：横浜市中区の路上 - 女性から現金38,000円入りのショルダーバッグを奪う[114]。

Fは犯行前に十分な計画を練り、標的を定めた上で、事件の証拠を残さないように慎重に行動していた。その上で、これらの窃盗事件で盗んだ金の一部は自宅に隠し、後に母娘3人殺害事件で逃走する際の資金に用いたほか、時折実家に帰宅しては母親に10万円 - 20万円程度の現金を渡して「俺は金を稼げるぞ」という意思表示をした。
しかし1981年8月5日夜、XがFの財布から現金20万円を抜き取って逃げたため、これを「裏切り」とみなして激怒したFはXの行方を捜した。そしてXを見つけ出すと、彼を母親ともども脅迫し、X母子に「10月5日までに20万円を返済する。Xが返済しきれなかった場合は母親が代わりに月々5,000円ずつ返済する」と誓約させた。Fはその後も、Xが覚醒剤を密売して稼いだ代金7万円を取り上げたり、消費者金融から借金させようとするなどして全額回収しようとしたが、1981年9月ごろにXが「俺がFと共謀して行ったひったくりを警察に自首したらFもおしまいだな」と発言したことを知り、Xに対する殺意も抱くようになった。

#### Xを殺害
Fは1981年9月上旬 - 下旬にかけ、後に凶器として用いた刃物（繰り小刀・刺身包丁）を相次いで購入したほか、同月中旬には犯行後の逃走場所を確保するため、池袋近辺のアパートを賃貸契約した。一方でXは当時、覚醒剤の売買で損害を出して70 - 80万円の借金を抱えており、Fへの借金を返済できる状態ではなかった。
「返済期限」と定めていた1981年10月5日、Fは帰宅後に「（外出中に）Xから電話があった」と聞かされたため、2度目の電話を待ち続けたが、その後Xからの電話は掛かってこなかった。一方でXは同日18時ごろにいったん帰宅したが、「友人のところに行く」と言い残してバイクで自宅から外出し、翌日（10月6日）0時過ぎに大船駅付近のキャバレーで友人のボーイと会っていた。一方、同夜には横浜市戸塚区笠間町（現：栄区笠間町）の路上で覚醒剤の売買をめぐり、FやYとは別の元少年院仲間 (Z) と大喧嘩して顔面を負傷し、パトカーで駆け付けた警察官に諫められていた。
Fは「Xに裏切られた。もう殺すしかない」と殺意を固め、事前に用意していた凶器類をショルダーバッグに詰め込んで自動二輪車でX宅に向かい、翌日（1981年10月6日）深夜3時ごろにX宅に到着した。この時はXは不在だったが、いったん引き返そうと走行していたところ、湘南モノレール高架下にてバイクで大船駅方面へ走行するXを見つけ、「なぜ金を返さない。返す気はあるのか？」と問い質した。しかし、Xが「もう返す気は無い。これ以上お前とは付き合いたくない。俺には知り合いのヤクザがいる。」「警察に犯行をチクる（密告する）ぞ」と逆にFを脅した。FはXが一向に誠意ある態度を見せなかったことに激怒し、「Xを人気のない場所へ連れて行って殺害しよう」と考え、そのための口実として「最後のドライブだ」と提案してともにバイクで走り、国鉄根岸線・本郷台駅（大船駅の隣駅）の駐輪場でXに被らせるヘルメットを盗んでから、ともに中田町方面まで走行した。
1981年10月6日5時ごろ、Fは現場から約1 km手前でバイクを停車した。その上で、FはXに「お前のバイクの調子を見てやる」と申し出、Xのバイクに2人乗りして殺害現場（キャベツ畑）へ乗り入れさせた、バイクを降りると刺身包丁を右手に持ち、Xを「ぶっ殺してやる」などと脅して道端でうつぶせにさせた。そしてショルダーバッグからガソリン入りの瓶を取り出してガソリンをXにかけ、点火したマッチを投げつけたが、当日は小雨が降っていたため引火しなかった。また、2本目のマッチを擦ろうとしたところでXが立ち上がって抵抗したため、「動くな！」と叫びながらXに2回包丁を突き出したところ、2度目で刃先がXの大腿部に深く突き刺さった。しかし刃から柄が抜け落ち、Xは自ら刃を大腿部から抜き取り、その刃を持ったまま走り出そうとしたため、Fはくり小刀・落ちていた角材をそれぞれ持ち、Xに「包丁を捨てろ」と命じて包丁を捨てさせた。Xは力尽きて歩けなくなったが、FはXが自力で包丁を引き抜いたことから「油断させた上で殺そう」と考え、Xに「俺が悪かった。背負って医者に連れて行ってやる」と謝罪しながら近づき、くり小刀で11か所（背中・首・胸）を滅多刺しにして殺害した。死因は左総頚動脈切断による失血死で（第1の殺人）、左胸の傷は肺に達していた。

#### X事件の捜査
事件発生直後の早朝5時40分ごろ、散歩中だった近隣住民がキャベツ畑道端で血まみれになり死亡している被害者Xを発見して戸塚警察署に110番通報した。これを受け、戸塚署および神奈川県警捜査一課は本事件を殺人事件と断定し、「戸塚区中田町畑地内殺人事件捜査本部」を設置した。県警が所有物を調べたところ、遺留品のクレジットカードから遺体の身元は直ちに男性Xと判明した。
一方でFは犯行後、犯行が露見する可能性がある物品の処分・証拠隠滅を行おうとし、Xの上着は入っていた現金17,000円を抜き取った上で自分の衣服とともにコインランドリーで洗濯し、ビニール袋に詰めて山手線五反田駅前に遺棄した。また、2本の凶器（くり小刀・包丁）は六郷橋（国道15号・第一京浜国道）から多摩川に投げ捨て、包丁の空き箱も川崎市内のゴミ箱に投棄したが、最後に残った紙袋を投棄する場所を探すため、横浜市鶴見区岸谷の道路を走っていた同日22時ごろ（被害者Xの身元判明から約16時間後）、一方通行道路を逆走したために鶴見警察署員に発見され、道路交通法違反（無免許運転）で現行犯逮捕された。。その後Fは鶴見署の留置場へ勾留され、強い嫌疑を掛けられたが、戸塚署は本事件を「覚醒剤の取引を巡るトラブルによる殺人」と推測し、事件前に覚醒剤の取引を巡って被害者Xと喧嘩していた厚木市の元少年院仲間Zを最有力被疑者として取り調べていた。
結局、Fは取り調べに対して潔白を主張した上、物証は（既に処分されていたため）発見できず、Fの実母も事情聴取に対し「息子はXの死亡推定時刻を含め、事件前夜から自宅で就寝していた」とアリバイを証言した。このため、神奈川県警は検事勾留期限満了となる1981年10月17日に嫌疑不十分で被疑者Fを釈放した。結局、戸塚署内の捜査本部は捜査員160人を動員しても被疑者特定に至らず、継続捜査に切り替えた。一方でFはX事件とほぼ同時期（1981年10月）に業務上過失傷害罪で罰金18万円に処され、初公判時点で前科一犯だった。また、FはX事件直後 - 翌1982年2月中旬にかけてZ宅に「Xのことで警察に余計なことを言うな。喋ると一家を皆殺しにするぞ」「放火してやる」などと頻繁に脅迫電話を掛け、後述の藤沢事件・Y事件後にも再びZ宅に同様の電話が掛かるようになった。
遠藤 (1988) は「Fの実母が事情聴取に対し『アリバイ』を申し立てなければ、FはX殺害容疑で逮捕され、（この時点でまだFは被害者少女Aと出会ってすらいなかったため）後にA一家が殺害されることもなかった」「このころ、それまで荒れた生活を送っていたFは急におとなしくなり、母子関係が改善していたが、これはX事件の際にFの実母が虚偽のアリバイを申し立てたためだろう。X事件では3事件で唯一物証が出なかったが、Fの自供内容は具体的・詳細だったため、もし母親からアリバイ証言がなければ、警察はこれを突破口にFを検挙できていたかもしれないし、後の母娘3人殺害事件・Y事件とも阻止できただろう」と指摘している。

### 第2の事件（藤沢事件）
藤沢事件の現場（神奈川県藤沢市辻堂神台二丁目7番3号、事件当時の被害者少女A宅）
- 事件現場は日本国有鉄道（国鉄 / 現：JR東日本）東海道線・辻堂駅から北へ約2 km地点に位置し、夜間はほとんど人通りのない閑静な住宅街の一角だった[96]。

#### 加害者Fと被害者Aの出会い
Fはかねてから女子高生との交際願望を持っていたが、自宅のある平塚市周辺では自己の非行歴などが知られているため、そのリスクを考慮して茅ヶ崎市方面に目を付け、1981年11月20日夕方には被害者少女A（当時:高校1年生）が在学していた茅ヶ崎高校付近で女子生徒の下校を待った。同日19時ごろ、少女Aは同級生の少女とともに帰宅しようとしていたところ、待ち構えていたFから声をかけられた。Aら2人が「19時（午後7時）」と回答すると、Fは彼女らに「君たちはどこの学校？」などと質問しつつ、「自分は平塚に住む『山田等』（偽名）だ。父親は社長で金持ちだ」「俺と友達になろうよ」と語りかけ、2人から住所・電話番号を尋ねた。この時、同級生は「馴れ馴れしい人」と思いつつ、応対をAに任せ、自身は頑なにに答えなかった一方、Fに専ら対応していた少女Aは自分の名前・自宅の住所・電話番号をメモしてFに渡した。
Fはそれから約1週間後、A宅へ電話を掛けて「どこかへ遊びに行かない」と誘い、2回目の電話で「12月11日（土曜日）に高校近くで待ち合わせる」と約束したが、Aは同級生少女からすっぽかすように忠告されたため、この日は待ち合わせ場所に現れなかった。しかしFは再び電話を掛け、12月15日に改めて辻堂駅前で待ち合わせすることを提案し、この時はAも約束通り辻堂駅でFと待ち合わせた。同日、2人は東海道線で熱海駅（静岡県熱海市）まで行き、熱海後楽園ゆうえんちのレストランで食事をしたり、ゲームを楽しんだりした。
一方でAは当時、以前から好意を寄せていた同級生の男子生徒がいた。また、AにとってFは「ゲーム機の操作は上手いが話題性に乏しい」ことに加え、A自身が「Fが本当に心を寄せていたのは初対面の時、自分と一緒にいた同級生少女だ」と勘づいていたため、Aにとってはあまり楽しい雰囲気ではなかった。そのため、Aは1981年12月中旬ごろからはFとの交際を望まなくなった。茅ヶ崎高校が冬休みに入った同年12月27日夕方、FはAの好みだったイギリス人グループのカセットテープを持参し、バイクでA宅を訪問した。Fは当時、Aの心境の変化を知らず、「Aは喜んで迎え入れてくれる」と考えていたが、当時は父親Dが在宅していたため、Aは「Fは両親に会わせてはならない人物だ」と判断し、自宅からやや離れた路上で「なんで急に来るのよ！」と責めた。これに対し、FはAにカセットテープを差し出したり、「この辺を散歩しよう」と持ち掛けたりしたが、「今日はダメ」と拒否された。
12月31日（大晦日）、Fは改めて電話でAと打ち合わせた上で、Aと辻堂駅南口で会い「俺と付き合ってほしい」と告白したが、Aはかねてから好意を寄せていた同級生男子生徒へ惹きつけられていたため、Fにその男子生徒の存在・名前を挙げつつ「好きな人がいるからダメ」と拒絶した。FはなおAに交際を求めたが、Aは執拗に詰め寄るFに辟易し、「私に『付き合ってほしい』だなんて10年早い」「あんたなんか、ガキみたいでダサいし不潔だから嫌」と拒絶した。Aがこのような冷淡な態度を取った理由は、「Fは自分と同い年程度だろう」と思い込んでいたためだが、この言葉はFにとって「侮辱された」と受け取れるような言葉だった。1982年1月5日、Fは前回の会話でAが思わず同級生男子生徒の名前を明かしたことを利用してAに電話を掛け、「俺はあいつ（同級生男子）の名前だけでなく、出身中学を知っている」と述べた。Fはその後も数日間にわたり、Aの両親が出勤している昼間にA宅へ電話を掛け、同年1月12日にはAが在学していた茅ヶ崎高校へ「Aの従兄」を名乗って電話を掛け、「Aのクラスにいる（前述の）同級生男子生徒の件」に関して聞き出そうとしたが、その電話をきっかけにAは明確にFを拒絶するようになったほか、Aへの電話が不審な内容ばかりだったため、応対していた事務職員もAに電話を取り継がなかった。Aはこのころには「名前と電話番号を教えなければよかった」と後悔し、知人に「Fは名前・年齢がコロコロ変わるから、どれが本名なのかわからない」とも漏らしていた。

#### 関係の悪化
一方でFは、Aから避けられるようになったことを察知していたが、「電話では埒が明かない」と考え、再びA宅を訪れてAに「12月のデートで貸した金を返済しろ」と迫った。しかしこの時はAから「返す金なんかない。帰れ」と突き放されたため、Aの下校を待ち伏せて校門前・通学路でAに声を掛けようとしたが、Aは担任教師から助言を受け、数人の同級生と一緒に帰宅していたため、声を掛けられなかった。そのため、Fは「Aと直接対面して話すことは無理だ」と考え、同年1月下旬には両親が在宅する時間を選んだ上で改めて電話を掛け、応対した父親Dに「娘さん (A) に金を貸したが、返してもらえないので、お父さんが代わりに払ってほしい」と要求したが、この時もDから「いい加減なことを言うな。うちの子供が他人から金など借りるわけがない」と拒絶された。同年2月（日付不明）、Fは21時ごろにA宅を訪れ、A宅の玄関外にてAと2人で話し合ったが、Aが大声を出したため、父親Dにより2人とも玄関内に入れられた。AはDから「いつ、どこでいくら借りた？」と質問され、「熱海へ行った時の金だ。借りたのではなく、おごってもらった。」と答えたが、Dは「これ以上、目の前にいる男 (F) と関わり合いになりたくない」と考え、Fに「2人で熱海に行ったのが事実なら、立て替えてもらったAの分は自分が払う」と申し出た上で金額を尋ね、おおよその額である3,000円をFに渡した。その上で、Fに「娘が世話になったから、どこの誰なのか教えてほしい」と訊いたが、Fは「平塚市在住の山田等（偽名）だ」とだけ答え、さらに話を聞き出そうとするDに「詳しく教えれば家に電話を掛けてくるだろう。そうなるとお母さんが迷惑する」と答えた。この時、FはDから「うちの娘とはもう付き合わないでくれ」と念を押されると「金さえ返してもらえればいい」と回答したが、Fはその後もAとの交際を諦めきれず、しばしば午後にA宅へ電話した。ほとんどはすぐ切られたか、Aが不在の時だったが、同年3月11日（3学期修了直前）に電話するとAが応対したため、FはAと辻堂駅南口で落ち合う約束をした。約束通り、辻堂駅でAと対面したFは「あの金（3,000円）は返してもらう必要はなかった」と言いつつAに金を返した上で、「お前のことが好きだ。付き合ってほしい」と申し出たが、Aは「あんたなんかダサいし、話題も貧弱だから嫌だ」と拒絶したため、Fはいったん手渡した現金を奪い返し、Aの顔面を平手打ちした。
しかし、その後もFはAに電話を掛け続け、同年3月20日には喧嘩別れしたはずのAが電話に応じ、互いに自分たちの非を認め謝罪する形で和解した。その後、2人は同月下旬に再び辻堂駅南口（東急ストア前）で待ち合わせた。この時、制服姿だったAが「帰宅して着替えたい」と言ったため、FはA宅まで同伴したが、Aは家に入ったところ、玄関を施錠してFを閉め出した。2人がドア越しに口論していたところ、帰宅した母親CがFに「まだ何か用があるの？」と問い詰めてきたため、Fは「お金のことで来ました」と申し出たが、Cからも「お金なら前返したはずじゃない」と返され相手にされなかった。なお、当時AがFとの交際を再開した理由については正確には解明されていなかったが、当時Aは文通相手の男性との交際が不調に終わっていたことに加え、バレンタインデーには先述の好意を寄せていた同級生の男子生徒から「僕は他に交際している子がいる」と交際を断られていた。これらの事情を踏まえ、遠藤 (1988) はAがFと再び接近するようになった事情について、「Aの行動には、この年ごろ（思春期）特有の不安定な感情が強く表れている。Aは意中の同級生に告白できないことの寂しさや心の空白を埋めるため、成人男性と文通に応じたが、そんな彼女にとってFは『しつこさは目に余るが、盛んにモーションを掛けてくる存在』だったため、いったんは避けることを決めたにも拘らず、再び電話で話したり、会ったりしたのだろう。問題は、Fに『Aが思い煩う内面』を理解できるだけの思いやりがなく、『このまま突き進めば相思相愛の間柄になれるのではないか』という幻想を抱いたことだ。Fがそれを幻想だったことを認識したため、Aへの殺意が生まれた。」と考察している。
Fは同年3月 - 4月にかけ、チョコレートなどを持って2回ほど（当時妹Bが1人で留守番していた）A宅を訪れ、Bに自室へ案内してもらった。Fはこの時、Bに彼女自身や姉Aの卒業アルバムを見せてもらったり、姉妹それぞれの部屋に通してもらったほか、Bとキスもしている。これ以降もFは頻繁にA宅に電話を掛け、Aも初めは快活に応対していたが、やがて一貫して強い拒絶の態度を取るようになり、妹Bも電話を代わった際に姉Aに同調した。その後、父親Dが出た際にFは「Aと交際させてほしい」と申し出たが、Dは「Aは大学受験を控えているから男女交際などする暇はない。Aも嫌がっているからやめてほしい。勝手に好きになられても困る」と拒否した。最終的に、DはFからの要求を拒絶し、家族に対し「しつこい男だ。今度うちに来たら110番するしかない」と言い渡したが、Fは一連の電話で「Aから一貫して侮辱された」と逆恨みし、殺意を抱き始めた。

#### 一家殺害計画
それまで「マドンナのような存在」としてAに思いを寄せ続けており、嫌われても逆に思い詰める感情を深めていたFだったが、先述のようなやり取りの末に殺意を抱き始め、「バイクでAの後ろから通り魔的に刺殺しよう」などと考えた。その目的を達するため、Fは凶器（文化包丁・刺身包丁・くり小刀各1本）を用意して殺害の準備を始め、用意した凶器から自分の指紋を拭き取るなどして自宅に保管した。また、自宅付近にて短時間で一家4人を殺害するための練習を行った一方、このころからは少女Aに対する「心変わりされた腹立たしさ」と「なお交際を求めたい気持ち」が入り混じった感情から、無言電話・いたずら電話でAに嫌がらせをするなど、執拗に交際を求めてAに付きまとうストーカー行為をした。しかし結果的に、A本人のみならずAの両親・妹Bからますます疎まれ、強く交際を拒絶される結果となった。
1982年5月8日19時ごろ、Fは遊園地で少女Aのために使った金の返済を要求するため、A宅のチャイムを鳴らしたが、ドア越しに応対した母親Cから「いつまでもお金のことで娘に付きまとわないで！」と非難された。これを受け、Fは「一度金を返した父親Dと直接話をしよう」と考え、20時ごろに再びA宅を訪問したが、その時も再びCが応対して「警察に知らせる」と怒鳴られ、妻の声を聞いた父親Dも玄関の電話機に手を掛けながら「110番（通報）するぞ！」と怒鳴った。Fはその場から逃げ出したが、この出来事をきっかけに「A一家の者たちから散々馬鹿にされた」と感じたため、「Aを家族もろとも皆殺しにしてやる」と企てるようになり、以前と同様に深夜に無言電話を繰り返すようになった。
その一方、Fは同時期に単独犯で2件（被害総額174万円）の窃盗事件を起こし、奪った金は母娘3人殺害事件後に逃走資金として利用した。しかし、この時点では一家殺害計画の実行時期を決めかね、しばらく遊び歩いていた。
1. 1982年3月8日11時過ぎ、川崎市川崎区南町20番地の路上をオートバイで走行し、歩いていた無職男性（当時60歳・茨城県内在住）が住宅資金として銀行預金から下ろしてきたばかりの現金108万3,000円あまりが入ったバッグをひったくった[115]（起訴状9件目・単独犯窃盗事件）[114]。
2. 1982年5月12日、藤沢市鵠沼の路上で女性から現金66万円入りの手提げバッグを奪った（起訴状10件目・単独犯窃盗事件）[114]。

藤沢事件の3日前（1982年5月24日）深夜、Fは歌舞伎町（東京都新宿区）で元少年院仲間の少年Y（当時19歳）と再会した。Fは当時ほとんど現金を持っていなかったYに食事をおごったが、Yはこの時にFに対し「俺は犯罪で飯を食っていきたい。俺と組んでほしい」と持ち掛けた。Fは当時、Yを完全に信用できていなかったため即答を避けたが、平塚へ連れて帰り、ともに友人宅に泊まった。そして2人とも金に困っていたため、東京都内でくり小刀を使った銀行強盗を企て、第一勧業銀行新宿支店など東京都内の銀行数軒を下見したが、人通りの多さ・警戒の厳重さから断念した。
そして事件前日（5月26日）朝、FはYに「A一家を皆殺しにしたい」と打ち明けた。Yは当初、「Fにそんなことができるかよ」などと真に受けなかったが、Fから事情を聴かされて「Fとこれからも一生付き合っていきたい」と翻意し、ここにA一家4人殺害に関するF・Y両加害者の共謀が成立した。2人とも「決行時間は翌日（5月27日）20時」「事前にFが用意した刃物を凶器として用い、殺害行為はFが包丁で実行する。Yはくり小刀で電話線を切断し、家の扉にチェーンロックを掛け、家人が屋外に避難しようとするのを阻止する。」といった具体的な犯行計画を練り、Yは事前に服を着替え、Fは自身のオートバイのオイルを交換した。その後、同日は2人揃って、かつてFが在学していた平塚市立富士見小学校近くの旅館に宿泊した。
一方で被害者Aの担任教諭は「Aが校門で待ち伏せされている」などの事態を把握して在校生から平塚市内などの中学校卒業アルバムを借り、「山田等」と名乗った男（＝F）の素性を調べようとしていた、また、妹Bも事件前には中学校で同級生に対し「姉 (A) が男 (F) にしつこく付きまとわれ、いたずら電話も頻繁にかかってきて困っている。怖くて外に出られない」などと悩みを打ち明けていた。

#### 事件当日
事件当日（1982年5月27日）朝、F宅を（X事件を継続捜査していた）戸塚署員2人が訪問したが、当時FはYとともに旅館に投宿していたため不在だった。その1時間後、F宅には平塚署からFが市内で起こした交通違反の件で呼び出し電話が入った。
一方でFは同日10時ごろに旅館を出て帰宅し、いったん外出して犯行に用いる運動靴を購入するなどした。そしてFとYは互いに身体検査を行いあった上で、凶器3本・手袋6足をバッグに詰め、19時にYを自動二輪車の後ろに乗せて自宅を出発した。そして茅ケ崎駅前の駐輪場に駐輪し、駅前バス停留場から神奈川中央交通・藤沢駅行き路線バスに2人で乗車して国道1号上のバス停「二ッ谷」（Y宅まで徒歩数分）で下車した。そして、現場付近の路上でYにくり小刀を手渡した。
FはYと共謀し、（当時不在だった父親D以外の）母娘3人を皆殺しにすることを決意した上で、同日20時ごろに凶器の包丁2本・くり小刀を持参し、神奈川県藤沢市辻堂神台二丁目7番3号の少女A宅を訪れた。その上で2人ともそれぞれ新聞集金人を装い、Yが玄関ドアを叩き、チャイムを鳴らした。当時、母娘3人は夕食中だった。
母親Cが玄関ドアを開けたところ、Fは手袋を嵌め、包丁を握った状態で家の中に押し入り、同時にYがドアチェーンを掛け、電話線を切断した。FはそのままYに廊下で見張り役をさせ、被害者3人が現場から逃避することを妨害させながら、2本の凶器（文化包丁・刺身包丁）のうち文化包丁を手に取り、被害者宅の居間へ侵入した。そしてまず目についた2人（妹B・母親C）のうち、手近にいたBを襲撃して胸部・腹部などを突き刺すと、次いで台所にて母親Cを襲撃して胸部を2回突き刺した。さらにAが異変に気付いて2階から降りてきたところ、Fは台所と居間の境にいたAを襲撃して胸部を2回突き刺した。被害者母娘3人は周到な準備を重ねていたFから逃げられず、加害者Fにより包丁・くり小刀で次々と滅多刺しされて失血死した（第2の事件・藤沢事件）。
F・Y両加害者は犯行後もそのまま家の中に隠れ、男性D（A・B姉妹の父親かつCの夫）の帰宅を待ち伏せたが、3人の悲鳴が大きかったため「近隣住民に犯行を知られたのではないか？」と恐れて断念し、5分以内に玄関から逃走した。一方でYは凶行の一部始終を目撃して戦慄していたため、犯行後にFから「ガタガタするな」と叱られていた。

#### 初動捜査
20時40分ごろ、帰宅した男性Dが妻子3人の他殺体を発見して神奈川県警察へ110番通報した。これを受けた県警本部通信指令室は「殺人容疑事件」として、事件現場付近を走行していた機動捜査隊のパトカーに現場急行を指令し、同時に所轄の藤沢警察署および隣接各署に緊急配備命令を出した。藤沢署員が事件現場に駆け付けたところ、A・B姉妹が食卓脇でうつぶせに倒れており、それぞれ胸を刺されて死亡していた。妻Cも台所の裏（隣家との境）でうつぶせで血を流して死亡していた。現場には凶器となった刃物のさや・段ボール箱ケースなどが遺されていたほか、殺害された3人の血液型（A型）とは異なるO型の血痕・ゴム底の足跡などが確認された。
遺体は3人とも血まみれ・即死状態だった一方、抵抗した跡・着衣の乱れは確認されなかったため、神奈川県警捜査一課・藤沢署は現場の様子などから総合して「3人は食事中に襲われた」と推測し、本事件を殺人事件と断定。翌日（5月28日）0時には県警が藤沢署内に「藤沢市辻堂母娘殺人事件捜査本部」を設置し、捜査員計195人を動員した。室内に物色の痕跡はなかった一方、短時間で3人を刺殺し、包丁を深く刺し込むほどの犯行態様から、捜査本部は「恨みによる犯行」との見方を強め、被害者の交友関係などを調べた。その結果、Dが「恨まれるとすれば、『平塚の山田等』（＝F）しかいない」と証言し、事件前から長女Aに付きまとっていた男（後にFと判明）の存在が把握されたため、「事件後に失踪したその男（後にFと判明）が何らかの事情を知っている可能性が高い」と断定した。そのため、「山田等」を有力被疑者の1人として行方を追ったが、被害者A・C両名が生前に残していた「山田等」の住所・電話番号を手掛かりに、平塚市役所の戸籍係で該当者を探しても「山田」姓の住民はいなかった。そのため周辺で聞き込み捜査を行ったところ、普段から素行が悪く、犯行時間帯にアリバイがなかったFが浮上し、その顔写真を男性Dに見せたところ「この男によく似ている」という供述を得た。また、事件数日前からF宅に出入りしていた同年代の身長が高い男（＝Y）も事件以降、Fとともに姿をくらましていたことが判明した。
さらに現場・国道1号の歩道に落ちていた血痕を照合したところ、Fの血液型（O型）と一致したほか、玄関ドア内側からFの掌紋が検出され、遺された足跡と同種の靴（25.5 cm）もFの自宅に置いてあったことが判明した。加えて国道1号上の血痕の量・長さは仮に犯人が犯行時に負傷し、逃走中に傷口を止血しながら逃走したとしても不可解だったことに加え、犯人は大量の返り血を浴びたはずなのに目撃者がいなかったため、捜査本部は「逃走を手伝った者がいる」と推測した。
しかし、Dが「山田等」に対し抱いていた「17、18歳くらい」という印象と、Fの実際の年齢（21歳）は隔たりがあり、掌紋も依然FがA宅を訪れた際の物である可能性が否定できなかった。そのため、この時点ではFを殺人容疑で指名手配することはできなかった。特に犯行動機は、事件解決の実績豊富なベテラン捜査員でも「それだけのことで殺人の動機になるとは考え難い」と受け取るものだったため、F以外にも（一家4人全員の）関連人物をアリバイも含め、くまなく捜査した。結果的に事情聴取された人数は2,000人以上におよんだが、F以外の被疑者たちからは犯行に結びつく動機を持ちうる人物は浮上せず、捜査線上に浮上した人物はほとんどが「容疑性なし」と結論付けられたため、事件発生時間帯にアリバイがなく、事件後から行方不明になっていたFへの容疑が強まる結果となった。

### 第3の事件（Y事件）
事件現場：兵庫県尼崎市西大物町90番地。マンション「第二ハイツ玉江橋」 - 3・4階中間踊り場
- Y事件の現場（現：兵庫県尼崎市昭和通二丁目6番35号） - 阪神電気鉄道尼崎駅（本線・西大阪線）北口東約500 mに位置[5]。尼崎駅から見て、庄下川の対岸（付近の玉江橋〈国道2号〉を渡った先）にあった[214]。

#### 藤沢事件後の逃走生活
一方、F・Y両加害者は母娘3人を惨殺した直後、国道1号まで走って逃げた。その上で20時30分ごろ、小和田郵便局（茅ヶ崎市）近くで空車のタクシーを呼んで乗車し、Fは初め行き先として運転手に「茅ケ崎駅前」と伝えたが、大磯駅で別のタクシーに乗り換えて逃走経路を攪乱することを思いつき、行き先を大磯駅に変更した。そして同駅前の公衆便所に入り、傷口を確認したが、Fがトイレットペーパーで血液を拭き取ろうとしたところ、手袋の片方が水洗トイレの便器に落ちてしまった。Fは拾い上げることを躊躇し、結局は証拠隠滅のために血液が付着した手袋4足も含めてトイレに流した。約20分後、2人は同駅前のタクシー乗り場で再びタクシーに乗車し、21時15分ごろに帰宅した。2人とも家の中に上がり、Fは母親に左手首の傷を治療してもらったが、その際にその傷について「人を殺してきた。母娘3人を殺した」と答えた。これを聞いて就寝していたFの父親が起き出し、両親ともFに警察への自首を勧めたが、Fは「絶対に自首しない。逃げる」と答え、なおも説得されると「警察に通報したら家族を皆殺しにするぞ」と言い放った。息子の犯行を知ったFの両親は「このままでは世間に顔向けできない。息子の犯した罪の責任を取ろう」と2人で心中することを相談し、事件翌日（5月28日）夜に長女（Fの妹）と3人で「最後の晩餐」として自宅近くのレストランへ行き、帰宅すると長女に「父親の実家へ行きなさい」と打ち明けたが、異様な雰囲気を察した長女は号泣して「私は今までお母さんのおかげで生きてきた。私への責任はどうしてくれるの？」と反対し「お父さん、お母さんには生きていてほしい」と強い口調で言ったため、両親は心中を断念した。
約40分にわたる滞在中、2人はFの母親に「鈴木」の偽名でタクシーを呼ばせて茅ケ崎駅に向かい、Fは再び帰宅してから着替え、犯行時に着用していた衣服をバッグに詰め込み、大阪方面への逃走を開始した。この時点で5月12日に藤沢市内でひったくりをして得た現金（66万円）のうち約半分（30万円）が残っていたため、Fはひったくったハンドバッグを持ち、Yとともにタクシーで東海道線小田原駅へ行った。そして2人は同駅から普通電車を乗り継ぎ、翌日（5月28日）9時57分に大阪駅へ到着した。そして土地勘のある尼崎を目指してYとともに阪神電気鉄道本線・梅田駅（現：大阪梅田駅）から阪神電車に乗車し、13時ごろに阪神尼崎駅へ到着すると、尼崎中央・三和・出屋敷商店街のコインランドリーで犯行時に来ていた衣服を洗濯し、犯行時の靴とともにごみ収集所へ投棄した。その上で、Fは商店街付近の洋品店で2人分の衣服を購入した一方、Yは「俺は恐喝で金を稼ぐ」と提案し、それに用いるためのくり小刀（刃渡り13.5 cm）を尼崎駅北の商店街で購入した。その後、2人は大阪に戻って夕食を摂ったが、Fは夕食後に自宅へ電話を掛け、実母から「刑事が自宅にやってきて『山田等』と名乗った男を探している」と聞き、「北海道に行っている」と伝えた。2人は20時12分、新大阪駅発博多駅着の山陽新幹線「ひかり29号」に乗車して九州方面へ逃亡し、同夜は博多駅筑紫口（東口）付近のビジネスホテルに宿泊した。
同年5月29日 - 6月4日にかけて、F・Y両加害者は福岡県福岡市内に宿泊し、博多・中洲・天神など同市内の繁華街・熊本県熊本市などをうろつきながら過ごしていた。一方でその間、Fは「一家殺害の時に全く度胸のなかったYが警察に自首するのではないか」と不安になったため、投宿先のホテルで「Yが信用できる人物か試そう」という意図のもと、財布をポケットに入れたまま狸寝入りをした。このようにFがYに誘いの隙を見せたところ、YはFが寝入る隙を突いてFから財布を盗もうとした。Fがくり小刀をYに突き付けたところ、Yが「Fは怖い。一緒にいるのが嫌になった」と発言したため、Fは「Yは裏切り者だから、口封じのために殺すしかない」と殺意を抱き、その殺害場所・機会を狙うために九州各地をうろついていた。その準備として凶器を購入するため、同月29日には「恐喝で金を稼ぐんだよな。俺も手伝う」という口実でYに声を掛け、福岡市博多区上川端町の金物店でくり小刀・バールを購入させたほか、手袋2足も購入した。このように九州で逃亡生活を送っていた間、Fは数回にわたりYを殺害する機会を得ていたが、悪条件が重なってことごとく機会を逸したため、6月5日未明には「やはり尼崎でやるしかない」と考え、Yを連れて同日0時20分・博多駅発の寝台特急「なは」（終点・新大阪駅 / 大阪駅：9時37分着）に乗車した。

#### 事件当日
1982年6月5日朝、「なは」に乗車して再び大阪に戻ったF・Y両名は同駅および阪急梅田駅にほど近い映画館にて三菱銀行人質事件を起こした梅川昭美を題材とした映画「TATTOO＜刺青＞あり」（監督：高橋伴明）を鑑賞したが、遠藤は当時のFの精神状態を以下のように推測している。
「どでかいことをやってやるんだ」―こう言い続けて死んでいった梅川と、Fが自らをオーバーラップさせたとしても、不思議ではない。梅川が思い描いていた「どでかい」ことと、Fのそれ（本事件）とは異なっていただろうが、社会を驚かせた点では、共通していた。隣（の席）に座っているYを殺すことなど、Fにとっては「ついで」のようなものだったかもしれない。—遠藤允、『Fの家』（1988年）
その後、Fは「強盗に押し入るマンションを探す」という名目でYを伴って殺害場所を探したが、その一帯では殺害場所をうまく見つけられなかったため、「大阪は（盗みに入るのに）いいところがないから駄目だ。尼崎に行けばあるかもしれない」という口実を用い、阪神梅田駅から阪神電車に乗車して、Yを殺害する場所として適当な場所を探そうと尼崎方面へ向かった。21時ごろ、尼崎駅の改札を出ると北口から、前回訪れた商店街とは逆方向へ向かい、偶然見つけたマンションでYに怪しまれないよう「このマンションに強盗に入ろう。人妻がいたら強姦して逃げよう」などと持ち掛けた。FはYを屋上へ誘導してから殺害するつもりだったが、屋上は扉が施錠され入れなかったため、踊り場でYに「指紋が付着したものを落とせば、そこから足がつく。（強盗に入る前に）持っているものを全部出して指紋を拭き取れ」と命じ、Yに所持品の腕時計・サングラスなどを取り出させた。Fはその間、Yの警戒心を解くために雑談していたが、Yが指紋を拭き取り終わった直後に「お前のような度胸のないやつをこのまま生かしておいたら、俺の身が危ない。お前には消えてもらう」と言い、以前から持ち歩いていたくり小刀2本を両手に1本ずつ握り、殺意を有した上でYの胸を突き刺した。Yは無防備なところを襲われ、抵抗もままならずFに胸・腹などを突き刺されながらも、階段を駆け下りて逃げようとしたが、Fは3・4階間の踊り場で高い位置からYに飛び掛かってYを押し倒した。そして両手のくり小刀でYの背中を滅多刺しにし、最後に右の背中・左脇腹を深く突き刺してYを殺害した（第3の殺人）。
Yを刺殺した後、Fはマンション屋上に通じる踊り場へ上り、くり小刀を入れてあった紙袋を拾って再び1階まで下りた。そして犯行に使用した手袋を紙袋の中に入れたが、マンション出口から道路に出たFには周囲を注意深く観察する余裕はなかったため、尼崎駅まで徒歩移動し、同駅でタクシーを拾って逃走した。その後、新大阪から山陽新幹線で再び福岡に逃走しようと目論んだが、タクシー運転手から「もう博多行きは終電が出た」と知らされたため、やむを得ず京都方面まで向かった。しかし、タクシーの座席シートに返り血が付着してしまったため、タクシーを京都市内で乗り捨て、同市内で別のタクシーを拾って愛知県名古屋市内まで移動した。

#### Y事件の捜査
21時45分になって現場マンション4階住民が踊り場を通りかかったところ、右脇腹・背中などを刺されて血まみれになり、くり小刀2本が刺さった状態でうつ伏せで倒れ死亡している少年Yを発見して兵庫県警に110番通報した。これを受けて兵庫県警察捜査一課・尼崎中央警察署（現：尼崎南警察署）は殺人事件として捜査を開始し、事件翌日（1982年6月6日）2時には尼崎中央署内に捜査本部を設置した。捜査本部による事件直後の調べによれば遺体の特徴は「20歳 - 25歳で身長170cm - 175cmの男性だがマンションの住民ではない」というものだったほか、22時ごろにマンション1階の駐車場にいた住民が捜査本部に対し「4・5階の階段付近で言い争うような声が聞こえた直後、3階付近から『110番して』と女性のような悲鳴が聞こえ、衣服に血液が付着した不審な若い男が階段を駆け下りて自転車で北に逃げた」と証言した。そのため、尼崎中央署はその男の身柄を追うため隣接各署に緊急手配した。
- なお当時の『朝日新聞』大阪朝刊は「事件直前に1階にいた住民によれば階上から女性の『110番通報して』という悲鳴が聞こえ、直後に不審な男2人組が自転車に相乗りして逃走したということだ。事件現場の状況から『被害者男性は2人の男に追われて5階付近の階段で刺され、降りる途中に力尽きた』と推測できる」と報道したほか[246]、『神戸新聞』朝刊も「事件発生時、現場近くに不審な若い男2人組がいた」と報道した[244]。また目撃証言の中には「現場で男2人が口論し、Yらしい男がもう1人に自首を勧めていた」とするものもあった[21]。

被害者Yが全身を滅多刺しにされていたことから捜査本部は「強い恨みを持つ顔見知りの人物による犯行」と推測して捜査を進め、兵庫医科大学にて遺体を司法解剖した結果「死因は右首の切り傷・刺し傷による失血死で死亡推定時刻は遺体発見直前。そのほか背中に10か所、胸・腹部に数か所の切り傷」と判明した。尼崎中央署は司法解剖の結果が判明する前に指紋照会を行い、その結果判明した犯罪歴を基に被害者少年Yの身元を洗い出し、同日中に被害者の身元を「東京都江東区森下三丁目在住、元ゲームセンター店員の19歳少年Y」と発表した。事件発生直後こそ少年Yが尼崎市と全く接点がなかったために捜査は難航したが、Yの身元が判明したことを受け兵庫県警が捜査員を東京に派遣して交友関係などを調べ上げたところ、被疑者Fと被害者少年Yの交友関係が判明した上、藤沢署捜査本部が以下の事実に注目して尼崎中央署捜査本部と連絡を取った。
- 首都圏の新聞各紙で数少ないY事件を取り上げた『東京新聞』1982年6月7日夕刊記事に掲載されていた「滅多刺し」の手口が母娘3人殺害事件に酷似している点[249]
- 被害者Yは尼崎に土地勘こそなかったものの、母娘3人殺害事件以前に被疑者Fは「若い男」とともに行動していたことから「被害者Yは被疑者Fと行動を共にしていた」と考えれば合点がいく点[250]
  - 実際に暴走族仲間が藤沢署捜査本部に対し「事件直前の1982年5月下旬に平塚市内で被疑者Fと一緒にいた」と証言した点[136]

1982年6月10日、藤沢署・尼崎中央署の双方の捜査本部に加えて警察庁の幹部が集結して1回目の合同捜査会議を開き「兵庫県警はY事件の起訴捜査に全力を挙げる」「神奈川県警は被疑者Fの身柄確保を最重点に捜査する」ことが取り決められた。
Yを殺害した翌日（1982年6月6日）、Fは国鉄名古屋駅西口のサウナで仮眠し、付近の洋品店にて着替えのスポーツウェア上下・ランニングシャツ・靴下などを購入したほか、返り血を浴びていた衣服はコインランドリーで洗濯した上で2か所に分散して廃棄した。そして名古屋駅から20時25分発の普通列車（終点：静岡駅23時42分着）に乗車し、同日は静岡県静岡市西島（現：静岡市駿河区西島）に宿泊した。その翌日（6月7日）は所持金が3万円程度まで減少していたため、東京に出て仕事を探すことを決め、東海道新幹線・山手線を乗り継いで池袋駅まで移動し、同駅付近のゲームセンターで一夜を過ごし、翌8日早朝には池袋駅西口公園のベンチで声をかけてきた手配師について行った。そして、同日からは埼玉県大宮市三橋（現：埼玉県さいたま市大宮区三橋）の建設工事現場宿舎に偽名で住み込み、昼間は群馬県前橋市内の建設現場で働くようになった。
Fは後述のように逮捕されるまで、飯場内を整然と片付け、いつでも退去できる状態にしていたほか、その間にも知人らと頻繁に電話などで連絡を取っていたが、その内容の中には「東北地方方面に行くから金を貸してほしい」というものもあったため、捜査本部は逮捕後に「東北方面へ逃亡を企てた可能性がある」として家宅捜索・知人からの事情聴取を行った。また、窃盗の前歴があったFが金に困っても盗みをせず、不慣れな飯場暮らしをしていた理由は「警察の目を極端に恐れていたため」とされている。

## 捜査
上條昌史 (2006) は本事件の捜査の経緯に関して「取調当初の被疑者Fはなかなか自供しなかったが、いったん供述が始まればその内容は秘密の暴露を含んだ『動機・犯行状況・逃走経路などが具体的で裏付けが取れる』内容だったため、当時の捜査関係者は『こうした事件では珍しいほど、ほぼ完璧に近い捜査ができたのではないかと思う』と証言した」と述べている。

### 脅迫容疑で逮捕状請求
捜査本部はDの「せめて納骨までには犯人を逮捕してほしい」という声に応えるため懸命に捜査したが、事件直後から被疑者としてFの存在こそ把握していたものの、後述のようにFから知人への電話が掛かるまではその行方さえつかめず、新たな証拠なども特に見つからなかった。しかし事件発生から10日近くが経過した1982年6月4日夕方、Fは知人の少女に電話を掛け「今は横浜にいる。7日の夜7時（19時）ごろには平塚に向かう」と約束した。この情報を把握した捜査本部が「Fはまた誰かに電話を掛けてくる」と次の手がかりを持っていたところ、Fは翌日（6月5日）8時50分ごろになって、厚木市の元少年院仲間Z（かつて自分や被害者Xと同時期に久里浜特別少年院で在院していた）宅に電話を掛け、応対したZの父親に「息子 (Z) には『Xの事件のことを警察に話すな』と伝えろ。約束を破ったら一家を皆殺しにする。お前の妻の勤務先も知っているから、妻も強姦して殺すぞ」と脅した。さらにFはこの時、同伴していたY（同日夜に尼崎市内で刺殺）に対し「あいつ (Z) も殺すつもりだ。お前も手伝え」と告げ、Yは女性のような調子の声で電話相手の父親を脅した。同日昼過ぎ、Zの父親は「電話の主は声・話し方の特徴から、息子 (Z) の元少年院仲間で、自宅に2回ほど泊まったことがあるFに間違いない」と確信し、神奈川県厚木警察署にこの脅迫電話の事実を届け出た。
捜査本部はそれまで神奈川県警の全46警察署（当時）中26署から1人ずつ捜査員を招集して捜査に当たりつつも、有力な証拠が得られないまま苦戦を強いられていたが、この（Fの犯行を裏付ける）有力な証拠である被害届提出を受け、6月8日には脅迫容疑で被疑者Fの逮捕状を請求した。そして残る20署からも新たに捜査員を動員し、主にFの交友関係の中心となっていた少年院当時の同室者などに重点を置きつつ、あらゆる方向へ捜査網を広げた。また、逮捕状発行に先立つ7日には新潟少年院の元少年院仲間（池袋在住）から「家にFが来た」と通報があったため、捜査本部はFを追跡するため、東京都心に最も近い川崎警察署に前線基地を設置し、都内に追跡班を派遣した。さらに捜査本部は聞き込みにより、別の少年院仲間から「埼玉県内にいる」という情報を得たため、埼玉県内に捜査員を派遣した。
その後も逃亡を続けたFだったが、藤沢事件で殺害されたA一家だけでなく、X・Y両名が殺害された2事件を含めて全被害者と接点があったことから、神奈川県警察捜査本部（県警本部捜査一課が藤沢警察署と合同で同署内に設置）から「被害者5人全員と交流関係があり、かつ藤沢事件以降に所在不明となっている」点から重要参考人として行方を追われた。また逮捕後には、以下の事実も被疑者Fの犯行を裏付けるものとなった。
1. 被疑者Fが逮捕された際、その体には左手などに新しい刃物傷が多数あった点[205]
2. （後にY事件への関与がほぼ断定された際に）両事件とも被害者の遺体にくり小刀が突き刺されており、犯行の手口が酷似している点[205]
3. 被疑者Fが犯行直前の27日19時ごろに共犯・被害者Yとともに自宅を出てから別件逮捕された6月14日まで姿をくらましていた点[205]

### 別件逮捕・取り調べ
加害者Fは母娘3人殺害事件から18日目の1982年6月14日、潜伏していた宿舎近くで捜査員に発見され、X事件の口止めを図ろうとした脅迫事件の容疑で通常逮捕された。その後、直接の逮捕容疑（脅迫容疑）が厚木署の管轄だったため、捜査本部により厚木警察署（脅迫事件を捜査していた所轄署）へ連行された。そして同日18時に厚木署へ到着し、脅迫容疑に関する弁解録取書を取られてから隣接の伊勢原警察署へ移送され、ポリグラフ検査を受けた。

その後、Fの身柄は母娘3人殺害事件を全面自供する6月24日まで、神奈川県警本部総合留置場（横浜市）に留置され、別件逮捕直後は神奈川県警本部の捜査員2人が直接の取り調べを担当し、捜査本部を設置された藤沢署の署員1人が雑用・連絡係を務めたが、被疑者Fは供述調書を取られた際、殺人・別件容疑の脅迫ともに全面否認した。一方で逮捕翌日（1982年6月15日）、捜査本部は身体捜査令状を取った上で医師にFの身体検査を依頼し、体の傷を確認した。その結果、左手首の静脈が切断された傷をはじめ、4か所に刃物で切ったような傷が確認されたが、その傷について尋問されると「チンピラに因縁をつけられて切り付けられた」と供述した。その後も藤沢事件だけでなく、X・Y両事件の被疑者としても取り調べを受けたFだったが、取り調べ途中には電線マンの歌を歌ったり、大声を出したりなど挑発的な言動を繰り返し、事件当日の行動について「発生推定時刻の20時ごろは平塚市内を走り回っていた」と供述した。
6月16日午前、被疑者Fは最初の逮捕容疑である脅迫容疑で横浜地方検察庁に送検され、同日から10日間の検事拘置となった。Fはこの脅迫事件に関しても「知らない」と容疑を否認し続けていたが、捜査本部はこの脅迫容疑の裏付け・本件殺人事件の追及を進めた。また、別件逮捕当初は容疑事実の詳細は発表されていなかったため、X事件・Y事件についても言及されていなかったが、新聞各紙のスクープ合戦によりまずY事件との関連性が判明し、次いでX事件との関連も報道された。Y事件を捜査していた兵庫県警も、聞き込み捜査の結果「事件当日（6月5日）22時過ぎ、現場マンション付近（北へ約50 m）の玉江橋でFに似た男を目撃した」という証言を得たため、その目撃者にFの顔写真を見せたところ「間違いない」という証言を得た。神奈川・兵庫両県警は互いに捜査員を派遣し、FとY事件の関連について裏付け捜査を行った。そして、Yの遺体に刺さっていたくり小刀2本などからFの指紋が検出されたほか、Fが事件3年前（1979年）に尼崎に仕事で滞在していた事実が判明したため、Yが全く土地勘のない尼崎で殺害されていた謎は「Fが事件後、藤沢事件の共犯Yを連れて関西方面へ逃走し、口封じのためにYを殺害した」という形で解明された。そのため、兵庫県警捜査本部（尼崎中央署）は被疑者FをY事件の犯人と断定し、今後の捜査方針について「神奈川県内の事件が解決次第、殺人の逮捕状を請求して被疑者Fの身柄を兵庫県警に移す」と決めた。
一方でFは自白に至らなかったため、同月22日には新たな取り調べ担当者として「県警本部から別の捜査員2人」「これら担当者の調整役としてまた別の捜査員1人」の計3人を応援として加えた。また横浜地検も本事件に強い関心を示し、捜査本部の取り調べと並行して検事5人を投入し、Fやその家族・友人などから事情聴取を行っていた。結果、地検も捜査本部と同様に「限りなく黒に近い」という心証を固めてはいたが、当時はFが犯行を否認し、絶対的な証拠もなかったため、まずは拘置期限が切れる6月25日に拘置延長を申請し、Fをさらに取り調べて公判で有罪に持ち込めるだけの証拠を引き出す方針を決めた。また、捜査本部も拘置期限を前にして「拘置延長を申請するか、殺人容疑で再逮捕するか」の両方を検討していた。

### 殺人を自供・再逮捕
逮捕から10日後の6月23日午後、Y事件を捜査していた兵庫県警が神奈川県警捜査本部に対し「Y事件の現場に残された足跡が被告人Fの靴の足跡と一致する」と報告したが、従来からの取り調べ担当捜査員2人がそれをFにぶつけると、Fはショックを受けた様子を示した。また同日夜（Fの自供とわずか2時間差）、それまでは犯行当夜から一貫して長男Fの関与を否定し続けていたFの母親も、捜査員の事情聴取に対し「息子がやったことを知っていた」と認めた。同日夜、Fは現場にあった血痕・手の傷などを追及されると沈黙してうつむくようになったため、捜査員らがその情報をもとにFを説得したところ、容疑を認めた。そして翌日（1982年6月24日）、Fは具体的な自供を開始したため、神奈川県警捜査本部（藤沢署）は同日20時5分、母娘3人（A・B・C各被害者）への殺人容疑で被疑者Fを再逮捕した。これにより、母娘3人殺害事件は発生から約4週間（約1か月）ぶりに解決した。警察庁は同日付で、一連の連続殺人事件3件を「広域重要指定112号事件」に指定し、関係する神奈川・兵庫両県警本部の協力体制を強化する方針を決めた。
逮捕翌日（6月25日）朝以降、捜査本部は殺人容疑で再逮捕した被疑者Fの本格的な取り調べを開始し、X・Y両事件に関しても追及を開始した。またFは同日以降、母娘3人殺害事件の手口・状況や、X事件・Y事件に関して具体的な供述を開始し、「母娘3人殺害事件前、約20日間にわたり犯行計画を練り上げた。逃走資金を確保するために事前にひったくりをして約70万円を集めた」「一家を皆殺しにするため、Yにも刃物を持たせて押し入った」などと自供した。さらにFが「藤沢事件の犯行時に使用した手袋4足を大磯駅前の公衆便所に流して遺棄した」と自供したため、捜査本部は同日から2日間かけてその便所の便槽を捜索し、ドライブ用手袋3足・軍手1足を発見した。血液鑑定により、被害者母娘3人と同じA型の血液が付着していたため、「Fが母娘3人殺害事件の際に使用し、被害者の返り血を浴びたもの」と断定された。
捜査本部は6月26日11時、被疑者Fの身柄を横浜地検へ送検した。送検後、6月26日 - 9月9日まで長期にわたり、横浜地検の検察官が取り調べを担当したが、被疑者Fは一連の連続殺人事件に関して詳細に供述した。また凶器も販売ルートが断定され、藤沢事件・Y事件の2件はほぼ完全にFの犯行と断定された。しかし一方でX事件は有力な物的証拠を欠き、Fが「事件後、六郷橋から多摩川に捨てた」と自供した凶器も発見できなかった。また、X事件と密接に関連していた脅迫事件は否認し続けたため、捜査本部は最初の逮捕容疑だった脅迫容疑について20日間の拘置期限が切れた1982年7月5日付で処分保留とした。なおY事件の被害者である少年Yについても捜査本部・横浜地検により、母娘3人殺害事件の共犯と断定され、被疑者死亡のまま書類送検されたが、横浜地検は9月30日付で被疑者死亡を理由に不起訴処分とした。
後述の起訴を控え、藤沢署捜査本部は同年7月14日9時30分から被害者A宅に被疑者Fを同行し、約2時間の現場検証を行った。これにより、母娘3人殺害事件の裏付け捜査を完了した。

### 起訴
7月6日、横浜地検は横浜地裁に拘置延長を申請してさらに10日間の拘置許可を得た。その後も取り調べを続け、7月16日にA・B・Cの母娘3人を殺害した藤沢事件における殺人罪で被疑者Fを横浜地方裁判所へ起訴した。横浜地検は同日、記者会見で「全力を挙げて事件を解明し、県警との協力により完璧に近い裏付けが取れた。被告人Fの責任能力にも問題はない」と談話を発表した。これにより母娘3人殺害事件の全容が解明される形となったが、横浜地検はその後も被告人Fの生育家庭・少年院など社会的環境の解明に努め、捜査本部とともに残るX・Y両事件を含めた連続殺人の全容解明を急いだ。
なお横浜地検は起訴時、本事件を「現代の病根の1つの表れ」とする談話を発表していたが、後の冒頭陳述の内容は自供前後に新聞で報道された内容とほとんど変わらず、「病根の表れ」については言及されなかった。その理由について、『サンケイ新聞』（産業経済新聞社）は1982年10月13日朝刊記事にて「冒頭陳述に『被告人Fの生育した家庭環境』への言及が特になかったのは、横浜地検が『家族がある時点で被告人Fを限るなど、しつけに多少問題があったとしても、世間とかなりかけ離れたような家庭とは言えず、その責任を家庭環境に全面的に負わせることは無理だ』と判断したからだ。地検幹部の『被告人Fは矯正不能の男だ』という言葉が、被告人Fの頑なな性格をよく表している」と評した。
また兵庫県警は7月27日から捜査員3人を神奈川県警へ派遣したほか、県警捜査本部（尼崎中央署内）は8月28日 - 30日の3日間にわたり、被疑者・被告人Fの身柄を尼崎中央署へ移送し、8月29日に尼崎市内の殺害現場へFを同行してY事件の現場検証を行った。Fは犯行の様子を50分間にわたり再現したが、検証後には両手でVサインをしながら笑みを浮かべ、報道陣のカメラに映っていた。このVサインを見せつける行動は後の公判時にもたびたび見られたが、捜査を担当した神奈川県警幹部は後に「Vサインは『目的を達成した』という意味のようだ。被告人Fは取り調べで被害者の悪口ばかりを言っていたが、これは『被害者は殺されても仕方がない』と自己を正当化し続けるための言動だ」と回顧している。
神奈川県警捜査本部は同年9月7日にX事件に関する殺人容疑で被疑者・被告人Fを横浜地検に追送検し、横浜地検は9月10日に被告人Fを「横浜市内のキャベツ畑殺人事件（X殺害）」・「兵庫県尼崎市内のマンション殺人事件（Y殺害）」の2件に関していずれも殺人罪で横浜地裁に追起訴した。これにより、一連の連続殺人事件に関する捜査は完了した。一方で被告人Fはひったくり8件・事務所荒らし・友人への脅迫電話事件などを自供していたため、横浜地検はそれらの余罪に関しても裏付け捜査を行った。神奈川県警捜査本部は9月28日にFを余罪の窃盗容疑10件で横浜地検に追送検し、横浜地検は同月30日にFを窃盗罪で横浜地裁へ追起訴した。

#### 「暴力的取り調べ」の有無
被告人Fは第一審の第2回および第44回公判（特に第44回公判）にて弁護人の所論と同様に「別件逮捕された直後から取り調べを行った警察官らから『A一家はお前が殺したのだろう。白状しろ』『X・Yもお前が殺しただろう』などと平手打ちなどの暴行を受け、ポリグラフ検査を拒否すると膝蹴りなどの暴行を受けた。特に取り調べ捜査員が増員されてからは『本格的な拷問』を受けるようになり、顔を平手打ちされては『キョウカンゴウメイで訴える』などと言っても無視して顔を叩かれ、壁に頭を打ち付けるなどの暴行を受け、果ては体を抑えられてタオルで首を絞められるなど激しい暴行を受けた。食事に唾液をかけられるなどしてろくに食事も摂れない状況に耐え切れず自白した」などと「暴力的な取り調べを受けた」と主張したが、横浜地裁の第一審判決 (1988) ・東京高裁の控訴審判決 (2000) いずれもは以下のように「被告人Fの供述のみから『暴力的な取り調べがあったことが明らかだと認定する』ことは困難だというべきだ」と事実認定した。
1. 被告人Fが当該公判で主張した「取り調べを担当した警察官の顔ぶれ」には「やや首をかしげざるを得ない誤り」があり「内容的に客観的事実に相違する点がある」ばかりか、仮にそのような行為をされたのならば「勾留裁判官をはじめ直後に取り調べをした検察官・第一審審理の際や鑑定人に対して訴える機会」が数多くあったにも拘らず全くその点を訴えていないことから「一過性の訴えに過ぎない」時点で「まず根本的な疑問を持たざるを得ない」ものである[275]。
2. またその述べる内容も「具体性に富む」という反面で「強調するためだろうか『同じパターンの訴え』が目に付く」上に「『キョウカンゴウメイ』など意味不明な言葉」「『取り調べ警察官が食事に唾をかけた』などの信じ難い内容」を含むものである[275]。また被告人は第一審の第7，8回公判で「拘置所職員に関してオーバーな訴えをした」事実があり、それを勘案すると被告人Fの主張は信用性が薄い[275]。
3. 被告人Fは少年時代から窃盗など非行を繰り返して警察に検挙され、2度にわたって少年院に収容された前歴があった上、かねてから六法全書を読んだり、元少年院仲間のYから知識を得たり、刑事もののテレビ番組などに関心を持ったりしていたことから「黙秘権があること」「警察官の暴力的な取り調べは許されないこと」を知っていた[275]。そのため「殺人事件に関する追及をかわす目的」で取り調べ中に歌を歌うなど敢えて「挑発的態度に出ていた」可能性がある[275]。
4. 前述のような被告人Fの態度は捜査官にとって「被告人Fに対する反抗の嫌疑を強める」ものとして働き、被告人Fへの厳しい追及につながったことは想像に難くないが、その一方で「被告人Fのようなタイプの被疑者には暴行・脅迫など暴力的な取り調べは有効ではない」ことは捜査員もよく心得ていたことが窺える上に当時は「被告人Fへの取り調べ以外の捜査[注 165]も相当程度進展していた」状態であり、その中で「自白を無理に、しかも被告人Fが主張するような『警察官が総出で暴行などを加えて無理矢理にでも獲得しなければならない』ような切羽詰まった状況にあったか」は甚だ疑問である[275]。
5. 以上に挙げた点から捜査官が反論したように「アリバイを追及して供述の矛盾を突き、状況証拠を突き付けるなどして厳しく追及したこと」は当然である[275]。また「被告人Fの心情に訴える取り調べ」も行われたと思われるが、結局は「Y事件現場に残された足跡」という「言いぬけしがたい証拠」に加え、「『A一家殺害直後にその犯行を打ち明けるほどの信頼・愛情を抱いていた』母親から『正直に話せ』という言葉を伝え聞いたことから自白するに至った」ということが真相に近いと思われる[275]。だからこそ「6月23日に上申書を作成して以降は素直に取り調べに応じ、6月25日付をはじめとして計8通の調書が作成され、並行して検察官の取り調べに対し本件の検察官調書が作成された」ものと認められる[275]。
6. なお自白の経緯に関しては「新聞報道とやや齟齬する点」が認められるが、新聞報道自体各紙により違いがある上に「捜査中の事件の微妙な問題のある事柄」に関しては「どの程度まで正確に報道されているか」は疑問である[275]。また自白を始めた翌日に被告人Fは取調室で貧血などにより倒れているようだが、それは「前述のように警察を散々挑発して追及を逃れようとしていたにも拘らず自白に追い込まれたショック」と「それまでの心身の疲労」が出たとみることも可能であり（その後には精神障害をり患している）、上記の判断を左右する事情とはならないものと思料される[275]。
7. 検察官の供述調書などの内容を見るとその内容は「犯人にしか語れない具体性に富み、裏付けも十分で信用性に全く問題がない」ことが認められる上、その中には「自白の動機」「偽らざる心境を述べたもの」などが存在することから「被告人Fの供述・自白が拷問・強制によらないこと」を示す証拠の1つと思われる[275]。
8. 以上を総合勘案すると被告人Fの第一審公判における供述が「正常な精神状態」におけるものだったとしても「暴力的な取り調べなどしていない」と一致して訴える警察官の供述を排斥するには足りず、まして「信用性のある検察化の供述調書など」における「『自白の任意性』には全く問題はない」と判断できる[275]。

また弁護人は「検察官の供述調書などは別件逮捕・勾留を利用した取り調べの結果なされた自白をもとに得られたものであるため、証拠能力はない」と主張したが、第一審・控訴人は「脅迫事件自体が逮捕・勾留を必要とするものである上、その事件に関する調べがなされていることも被告人が1982年6月21日に勾留裁判官に対して質問調書上で述べたことからも明らかだ。そして本件連続殺人事件は原因・動機と関連するものであり、その間になされた自白が基となって供述調書などが作成されたとしても『別件逮捕・勾留を利用して得られた不当なもの』とは言えない」と事実認定した。

## 刑事裁判

### 第一審・横浜地裁
被告人Fは3件5人の殺人罪・被害総額約321万円の窃盗罪10件で横浜地検から横浜地裁に起訴された。

#### 初公判
1982年10月12日、横浜地方裁判所刑事第2部（小川陽一裁判長）で初公判が開かれた。同日、被告人Fは勾留先・県警総合留置所から横浜地裁まで移送される際、護送車を取り囲んだ報道陣のカメラに向かって笑顔で窓越しにVサインを送ったほか、閉廷後にも退廷時に傍聴人・法廷外のカメラマンにVサインを見せつけた。
裁判長から被告人Fへの人定質問・検察官の起訴状朗読を経て、被告人Fへの罪状認否が行われたが、Fは「起訴事実を認めるだろう」という新聞記者の予想に反して黙秘権を行使した。また弁護人を担当した本田敏幸は、藤沢事件以外の罪状については意見を保留し、藤沢事件について「別件の脅迫容疑でFを逮捕しながら、脅迫事件を取り調べることなくなされた殺人の自白には、任意性がない」として無罪を主張したほか、起訴状の内容について「犯行の動機・経過などが記載されている。これは裁判官に予断を抱かせるもので、刑事訴訟法で定められた起訴状一本主義に違反する」と主張し、公訴棄却を求めた。後者の主張に対し、小川裁判長は「起訴状の内容は余事記載とは言えない」として弁護人の主張を退けた。
罪状認否の後、検察官が約25分間にわたり冒頭陳述を行った。また検察官は同日、証拠220点を提示したが、弁護人が法廷での取り調べに同意した証拠品はわずか21点で、いずれもFの犯行そのものとは無関係だった。このため、検察官は証拠と同等の価値を持つ証言を引き出すため、証人尋問で犯行を立証することとなった。

#### 証拠調べ
被告人Fの身柄は初公判後、横浜拘置支所（横浜市港南区港南 / 横浜刑務所に隣接）へ移送された。
第2回公判は1982年11月30日に開かれた。同日はX・Y両事件の審理が行われ、検察官の冒頭陳述・被告人Fの罪状認否が行われた。同日、弁護人は藤沢事件と同じく、両事件について「自白調書は別件の脅迫容疑で逮捕・勾留されている際に作成された。別件逮捕が違法である以上、自白調書に証拠能力はない」として無罪を主張したほか、「強制的・拷問的な取り調べを受けた調書には任意性もない」と主張した。その後、検察官がX・Y両事件や余罪の窃盗事件について冒頭陳述を行ったが、小川が閉廷を告げたところ、Fは「言いたいことがある」と発言を求め、「取り調べを担当した警官6人は自分をうそ発見器（ポリグラフ）にかけ、言いたくないことを言わせたり、激しい暴行を加えるなど、基本的人権を蹂躙するような取り調べをした」などと発言した。第3回公判（1982年12月23日）では証人として神奈川県警の鑑識課員・尼崎中央署員がそれぞれ出廷し、実況見分調書に関して証言した。
1983年（昭和58年）1月13日に開かれた第4回公判では、X事件の実況見分調書に関して当時の戸塚署員が証言を行ったほか、被害者遺族である男性D（A・B姉妹の父親でCの夫）も証人として出廷した。第5回公判（1983年2月3日）でも、前回から引き続き男性Dの証人尋問が行われ、DはFが一家皆殺しを決意した日（1982年5月8日）夜の出来事について証言し、さらに検察官・裁判長から「（被告人Fについて）どう思うか」と質問され、「妻子と同じように殺してやりたいと思う」と答えた。しかしこれに対し、証言台の後ろ（被告人席）にいたFは「冗談じゃねえよ、やっちゃあいねえよ」「拷問だ」などと叫び、小川裁判長から退廷を命じられた。
第6回公判（1983年3月7日）では、被告人Fによる被害者Aへのつきまとい行為を立証するため、茅ヶ崎高校の事務職員・担任教諭と、5月8日の通報でA宅に駆け付けた藤沢署員の計3人が出廷した。同日、Fは小川裁判長から「勝手な発言をしないように」と注意されたが、証人の証言中に何度も発言を求め、最終的に小川から再び退廷を命じられた。Fが退廷させられた後、被害者少女Aの担任は「Aは人を疑うことを知らない性格で、（Fからの）逆恨みで殺されたとしか思えない。『自分を大事にすることは、相手の立場に立って理解することだ』と教えたことが仇になってしまった。これから『見知らぬ人に声をかけられた時の対応』などをどうやって教えていけばいいのか」と述べた。
第7回公判（1983年3月31日）では3人（藤沢事件直後にFとYを乗車させたタクシーの運転手ら）が証人尋問を受けた。同日、弁護人が「5分程度、Fの言い分を聞いてほしい」と求め、小川は陪席裁判官2人と協議した上で発言を許可したが、Fは「拘置所内で腹が痛くても寝かせてもらえなかったり、担当（の刑務官）から暴行を受けたりした。自分の身分を保証してほしい。」などと訴えた。その後、Fはそれまでのような不規則発言はしなかったが、前回および前々回公判で見送られていた証拠物採用に当たり、「凶器の包丁・くり小刀」「切断された電話線」「被害者少女Aの日記帳」などに関して、それぞれ黙秘する旨を表明した。
第9回公判（1983年5月17日）では警察官など、事件関係者5人が証人として出廷し、被告人Fが犯行時に使用した手袋が大磯駅付近のトイレから発見された経過などを証言した。しかし同日、Fは突然発言を求め、「弁護人（本田）を解任したい」と訴え、小川から諭されても「弁護人を変えてくれなければ、次回は出廷しない」などと譲らなかった。最終的に、小川は被告人Fに対し、（弁護人の解任申し立ては）理由を書き、上申書として裁判所に提出するように伝えた。結局、藤沢事件から1年が経過した第10回公判（1983年6月2日・証人尋問）でも本田は解任されず、Fも不規則発言などはせず、神妙に公判に臨んだ。しかし、当時のFは裁判長宛てに拘置所内での出来事や、法廷での公判内容の不満を上申書に書き、横浜地裁へ送ることが唯一の楽しみになっていたため、本田は『読売新聞』の取材に対し「最近のFの言動は自分にも理解できない」と困惑していた。第11回公判（1983年7月21日）では神奈川県警鑑識課員らが証人として出廷し、母娘3人殺害事件の現場から採取された指紋・足跡などの鑑定について証言した。それまでの公判で弁護人はほとんどの証拠採用に同意しなかったが、証人の証言・検察官により提出された物的証拠、Fが犯行時に手に負った傷の鑑定などにより、事件の全容は解明されていった。
初公判から丸1年となる1983年10月11日に第13回公判が開かれ、被告人Fの実母が検察側証人として出廷した。同日、Fの母は息子の交友関係などについては特に躊躇なく証言したが、「藤沢事件当夜の息子の行動」に関して「Fは事件当夜、自宅に帰ってきたのか？誰と一緒に帰宅したのか？」「手に怪我をしていたのか？」など、事件の核心に触れる質問をされると証言を拒否し、事件直後に自らが述べた検察官調書の内容についても「記憶にない」と繰り返した。しかし、小川裁判長が改めて検察官と同じような質問をすると、一転して「息子は事件当夜、自宅に帰ってきた。右手親指腹・左手首の怪我には薬を塗ったが大した怪我ではなかった」などと明確に回答した。その後、検察官の質問が再開された際には証言を拒否しなかったが、検事調書の内容に関して「事件直後の調べに対し『帰宅した息子が被害者母娘の殺害を告白したため、自首を勧めたが聞き入れられなかった』と述べたことに間違いはないか？」と再度質問されると、「殺人の告白・自首を勧めた事実ともにない。しかし警察の話から『3人を殺したのはFではないか？』と思い、夫と心中しようとした」と証言した。続く第14回公判（1983年10月31日）では被告人Fの実父が証人として出廷し、事件当時の様子に関しては妻（被告人Fの実母）とほとんど同様の証言をした。また、Fの生い立ちに関しては「息子には親としての愛情を注いだが、成長するにつれて持て余し気味になり、息子の行動にあまり関与しなくなった」、「息子が家にいると、常に家庭内が不穏な状態になり、少年院入院時には平穏を取り戻していたが、息子の性格は少年院を退院する度に悪化していった。自分たちにも『なぜ手が付けられない性格に育ったのか？』という原因は思い当たらず、息子自身の生まれつきの性格としか思えない。息子が成長するとともに、親子喧嘩の際も自分が圧倒されるようになり、家族が危険な状態に陥っていった。息子が真犯人でないことを願ってはいるが、親としての愛情は感じていない」と証言した。
1984年（昭和59年）4月26日に開かれた第20回公判で、陪席裁判官2人の交代に伴う公判手続きの更新が行われ、検察官が改めて起訴状に基づく公訴事実の要旨を述べた。被告人Fにもそれに対する陳述機会が与えられたが、被告人Fは「初公判の際、法廷でVサインをしたのは、同じ留置場に入っていた暴力団組員から脅されたためだ。被害者5人を殺害した真犯人は茅ヶ崎市内在住の人物で、いずれの事件も数人の人間から目撃されているし、自分も事件現場でその人物を目撃していた。留置場で前述の暴力団組員にその事実を話したところ、その組員から『俺の親戚の名前を聞き出したらただでは済ませない。地下室で拷問してやる』と脅されたため、今まではこのことを話さなかった。自分は無実だ」と陳述した。さらに第23回公判（1984年7月24日）で被告人Fは、被害者一家のことは自分は知らない。真犯人は（第20回公判で言及した）前述の茅ヶ崎の人間で、真実を喋ればあいつに殺されるから黙っていた」と陳述した。遠藤允 (1988) は一連のFの発言について、「当時、Fは常識の枠を超える夢想発言をしていたが、もしかすると拘禁症状（ノイローゼ）を発症していたのかもしれない」と評している。
藤沢事件に関する審理は同年秋までに終了し、X・Y両事件の審理に移行した。さらにその後、1985年（昭和60年）秋には殺人3件のほかに起訴されていた窃盗（ひったくり）に関する審理へ移行した。

#### 黙秘・否認から自白へ
被告人F・弁護人ともに公判途中からは一転して起訴事実を認め、弁護人は情状酌量を求める方針に転換した。1986年（昭和61年）3月25日に開かれた第41回公判で、被告人Fは閉廷直前にそれまでの無罪主張を翻し、「自分は5人の殺人・10件の窃盗で起訴されているが、それらはすべて事実だ。それまで本当のことを言わず迷惑をかけて申し訳ない」と述べ、自ら起訴事実を全面的に認めた。一方でこの公判直前（3月10日9時ごろ）、Fは拘置先・横浜拘置支所で自殺未遂を起こし、それ以降は向精神薬投与・抗ヒスタミン剤注射などの治療を受けていた。
第42回公判（1986年5月13日）では担当裁判官の交代による更新手続きが行われ、Fは被告人陳述で前回と同様に起訴事実を全面的に認めた。また、それまで黙秘したり、事実と異なる発言をしていた理由について、「裁判の長期化を狙ったためだが、今年3月ごろから『あんな悪いことはせず、真面目に生活していればよかった』と後悔・反省するようになった」と述べた。同日の公判で検察官は、捜査段階における自白調書などを証拠申請したが、弁護人は「状況が変わったため、被告人Fと十分打ち合わせをした上で認否する」として認否を留保した。
一方、弁護人・本田はFが起訴事実を認めたことについて真意を計りかね、Fと横浜拘置支所で面会したが、「Fの言動は正気ではない。拘禁性ノイローゼどころか、精神障害を起こしている可能性すらある」という感想を抱いた。弁護人は第43回公判（1986年6月16日）で「最近、Fは拘置支所内で異常な言動を取っていたり、接見で『うるさい音がして眠れない』『電波が飛んでいる』などと訴えたりしており、精神的な機能障害が進行していることが認められる。仮に精神疾患があれば自白は無効だ」と主張し、横浜地裁に精神鑑定実施を申請した。しかし、Fは和田からの被告人質問で日が経つにつれて自分の犯行を後悔するようになったので罪を認めた」と述べたため、和田は「被告人Fは自分が現在置かれている立場・問われている責任を理解した上で証言を翻しており、防御能力は備わっているため精神鑑定は必要ない」として申請を却下した。
Fは1987年（昭和63年）3月16日の第51回公判で、弁護人からの被告人質問に対し、X事件について「Xが事件2か月前に現金を持ち逃げしたことで殺意が生じ、Xが自分に窃盗の罪を擦り付けようとしていたことを知って殺意が確定的になった」と述べ、Xの両親への謝罪の言葉を口にした。しかしその後、Fは再び不規則発言を再開したほか、第53回公判（1987年6月18日）では後に判決公判の際にも名前を挙げた暴力団幹部の実名（『毎日新聞』によれば広域暴力団・稲川会総裁の稲川聖城）を挙げ、「週刊誌を読んで知ったことをきっかけに尊敬するようになり、この人の子供になりたいと思った。自分のこの願いを裁判長から伝えてほしい」と述べた。
事実審理は第56回公判（1987年10月27日）まで続いたが、Fが公判で全面否認を繰り返し、弁護人も調書の証拠採用に同意しなかったため、検察側は関係者100人以上に証言を求めた。そのため、公判は最初の殺人容疑における起訴（1982年7月） - 論告求刑公判（1987年11月）まで5年4か月、初公判（1982年10月） - 判決（1988年3月）までを要する長期審理となったが、主な争点は被告人Fの情状面で、検察・弁護人とも事実関係に特段の争いはなかった。

#### 死刑求刑・結審
横浜地裁刑事第2部（和田保裁判長）で1987年（昭和62年）11月26日に第57回公判（論告求刑公判）が開かれ、横浜地検は被告人Fに死刑を求刑した。横浜地検は論告において、一連の連続殺人を「犯罪史上稀に見る凶悪かつ重大な事犯」と位置づけ、殺人3件の情状関係を中心に動機・手口・性格などを厳しく断罪した。その上で、最高裁が1983年に示した「永山基準」に言及し「本件を永山基準と照らして考慮しても、被告人Fは犯行当時既に成年しており、殺害された被害者数も5人に上る。死刑を回避することは許されない」と述べた一方、動機・被害者感情を含めて被告人Fにとって有利に働く情状に関しては一切言及しなかった。
1988年（昭和63年）1月14日に横浜地裁刑事第2部（和田保裁判長）で第58回公判が開かれ、弁護人による最終弁論が行われて結審した。最終弁論で弁護人は以下のように訴え、無罪を主張した上で、死刑廃止論者の立場から「仮に有罪としても無期懲役が相当だ」と訴えた。
- 被告人Fは脅迫罪で別件逮捕されたにも拘らず、取り調べは母娘3人に対する殺人容疑に終始し、未明まで長時間にわたり暴行を交えた取り調べが行われたことで「早く楽になりたい」と自白した[400]。このような取り調べ方法は刑事手続き上違法で[399]、殺人の自白も強制・拷問によるものであり、任意性・証拠能力はない[400]。
- 被告人Fは第41回公判以降、5人を殺害した一連の犯行を認め深く反省している[400]。仮に有罪だとしても死刑は（「拷問および残虐な刑罰」を固く禁じた）日本国憲法第36条に違反する[401]。
- 本事件は極悪非道な犯行ではあるが、母娘3人殺害事件の場合は家族ぐるみで被告人Fを馬鹿にするなど、被害者側にも犯行の引き金となった原因がある[400]。検察側が前回、論告求刑公判で言及した永山事件は本事件とは社会的影響が大きく異なる無差別的な強盗殺人であり[400]、本件は何の落ち度もない人間を殺しているわけではないため、抑えた量刑判断が必要だ[401]。また被告人Fは「甘やかされて育った家庭環境」「身体が小さいことで友人にいじめられ続けた情状面」から矯正の余地がある[400]。

同日、Fは弁論の間に不規則発言をして和田裁判長から注意されたほか、最終陳述では「犯行の直前に被害者Aへナイフを見せつけたところ、Aが『歯の治療中に自分を殺す』という計画を立てていたことを白状した。被害者5人とも自分を殺そうとしていたから、先に殺した」と弁明した上で、「刑を軽くしてください」と述べた。また弁論開始直前および閉廷直後にはそれぞれ暴力団関係者の実名を挙げ、傍聴席にVサインを見せつけた。
本事件の審理と同時期には永山則夫（犯行当時少年）による連続4人射殺事件の量刑をめぐり、死刑存廃問題が大きな波紋を呼んでいたため、各裁判所とも死刑事件の審理を一時中断していたが、1987年3月18日に東京高裁が永山に差し戻し控訴審で死刑判決を言い渡して以降は死刑判決が相次ぐ形となり、1988年1月 - 3月の間（被告人Fに死刑が言い渡されるまで）に3件の死刑判決が出ていた。

#### 死刑判決
1988年3月10日に横浜地裁602号法廷で判決公判が開かれ、横浜地裁刑事第2部（和田保裁判長）は横浜地検の求刑通り、被告人Fに死刑判決を言い渡した。死刑判決の場合は主文宣告を最後まで後回しにした上で判決理由から朗読する場合が多いが、和田裁判長は開廷直後、死刑事件としては異例となる冒頭主文宣告を行った。
横浜地裁 (1988) は判決理由にて大筋で検察側の主張を認め、公判で弁護人が主な争点として挙げた「脅迫容疑による別件逮捕の違法性」に関しては「別件脅迫事件と母娘3人殺害事件（本件）は事実として一連の関係にあった上、もっぱら本件殺人事件の取り調べを行ったことは認められないため、違法とは言えない。拷問的取り調べがあった事実も認められない」として弁護人の主張を退け、被告人Fの自白調書に関して証拠能力を認めた。また「死刑制度違憲論」に関しても「絞首刑は日本国憲法第36条が規定する『残虐な刑罰』には該当せず違憲ではない。死刑適用は最高裁判例が示した『永山基準』に照らして慎重に行われるべきだが、犯罪の結果の重大性などを考慮すれば死刑選択も許される」として、弁護人の主張を退けた。その上で量刑理由において、「被告人Fは最初のX事件で嫌疑を掛けられたが、証拠不十分で釈放されたことから完全犯罪に自信を持ち、一家皆殺しの計画を立てた。特に2件目の母娘3人殺害事件は、平和な社会において稀にみる凶悪・残虐な犯行で、自己の非を棚に上げた身勝手・短絡的な動機に酌量の余地はない」、「殺害された被害者5人に、いずれも取り立てて責められるべき落ち度はまったくない。非業の死を遂げた被害者らの無念はもちろん、被害者遺族の処罰感情は厳しい。これに対し、Fからは何ら慰藉の措置も講じられておらず、遺族らが死刑を望むことも当然だ」と指摘した。その上で、「本事件は責任非難の程度において、永山則夫の事件と比較して勝るとも劣らず、被告人Fに有利な、または同情すべき情状を最大限に斟酌しても、母娘3人殺害事件およびY事件については死刑を選択せざるを得ない」と結論付けた。
和田裁判長は主文宣告後、約1時間におよぶ判決理由朗読を淡々と続けていたが、藤沢事件で殺害された被害者母娘3人について「平穏な生活を送り、これからという矢先で非業の死を遂げた」と言及した際には感情を昂らせて涙を流し、続いて遺族の男性Dに言及した際にはかなり涙むせていた。和田は判決理由を朗読し終えた後、被告人Fへ「我々はこの事件を『永山より酷い』と判断した。君は5人の人々を刃物で惨殺しておきながら全く反省していない。被害者の痛み・苦しみに思いを馳せれば君自身の命でその罪を償ってもらう以外にない」と説諭した上で、控訴手続きを説明しつつ「死刑判決だから最高裁まで判断を仰いだほうがいいかもしれない」と諭した。しかしFは突然、「自分が世界で好きな人は稲川聖城（稲川会総裁）さん」と発言し、傍聴席へ向けて2，3回両手でVサインを見せ、和田から「そんなことをしているから、反省していないと思われるんだ」と退廷を命じられた。なお、同日の判決公判を傍聴した被害者遺族はいなかった。
被告人Fの国選弁護人・本田敏幸は「F本人が拒絶しても弁護人の立場として控訴する。控訴審でも引き続き弁護活動を続け、精神鑑定を申請する」と表明した上で、同日中に東京高等裁判所へ控訴した。

### 控訴審・東京高裁

#### 控訴取り下げ・異議申し立て
死刑判決を不服として控訴した被告人Fだったが、東京高裁で開かれる控訴審第1回公判（初公判）期日前の1989年（平成元年）5月6日夜には収監先・東京拘置所の職員に対し「もう助からないから控訴をやめる」と言い出した。同高裁第11刑事部で開かれた公判でも「もう助からないから控訴をやめたい」と発言した。これに対し、裁判長は「重要な事項なので、（控訴を取り下げる場合は）弁護人とよく相談してから決めるように」と説諭したが、被告人Fは同年12月28日にも拘置所職員に「控訴を取り下げて死刑を確定させろ。上司に会いたい。早くしてくれ」と言い張るなどしたほか、その後も拘置所職員・接見のために同拘置所を訪れた弁護人に対してもしばしば「控訴を取り下げたい」という趣旨の発言をしていた。このため、弁護人はその度に被告人Fを説得して控訴取り下げを思い留まらせつつ、東京拘置所職員にも「Fの『控訴取り下げ』要求を取り上げないでほしい」などと依頼するなどしていた。
1990年（平成2年）3月13日、被告人Fは東京拘置所の職員に対し「電波で音が入ってきてうるさい。生き地獄が辛い。早く確定して死刑になって死にたい」などと発言した、東京高裁は1991年（平成3年）4月10日の第11回公判で、弁護人がかねてから請求していた被告人Fの犯行時・現在の精神状態に関する精神鑑定を採用したが、その際にFは「精神鑑定は拒否する。要求が容れられないなら控訴を取り下げる」などと発言し、8日後（1991年4月18日）には東京拘置所で控訴取下に必要な手続・書類の交付を強く求めた。この事実を東京拘置所から連絡された弁護人・岡崎敬は同月23日に被告人Fと接見し、控訴を取り下げないよう説得したが、Fはそれに応じず、弁護人との接見・拘置所職員による事情聴取などの手続を経て「控訴取下書」用紙の交付を受け、所要事項を記入して同日付の控訴取下書を作成し、それを東京拘置所長に提出した。
これにより、公判は第11回目まで開かれた時点で中断する格好となったが、弁護団は以下のような理由から「控訴取り下げの効力には疑義がある」と表明した。
- 被告人Fは「控訴取り下げ」の意味を理解しておらず「控訴を取り下げれば死刑判決が確定する」とは思っていなかった[416]。Fに対してはそれまで裁判所による精神鑑定が行われておらず、被告人Fはその精神鑑定を回避する目的で控訴を取り下げた[417]。
- 被告人Fは深刻な拘禁症状（ノイローゼ）を発症しており弁護団ともまともな意思疎通ができない状態にある[417]。

1991年5月10日、被告人Fは東京高裁から審尋を受けて控訴取下書提出の動機・経緯などの真意を質問された際に「裁判所・訴訟関係人の質問」に対してはあまり多くを語らなかったが「控訴取下書は自ら作成したものだ」と認めた上で、それを作成した動機は「本当は無罪になって娑婆に出たいが、世界で一番強い人に『生きているのがつまらなくなる』魔法をかけられたり『10年間の生き地獄にする』と言われたりしているので毎日がとても苦しい。『控訴を取り下げれば早く死刑になって楽になれる』と思ったからだ」と供述した。これを受け、東京高裁はその供述に鑑みて「被告人Fの現在の精神状態、特に被告人Fが控訴取下書を提出した時点で『控訴取り下げなどの行為が訴訟上持つ意味を理解して行為する能力』（＝訴訟能力）があったか否か」を含め、慶應義塾大学医学部名誉教授の医師・保崎秀夫に精神鑑定を命じた。鑑定人・保崎は関係記録を検討して1991年6月10日 - 8月20日まで（約2か月間に）、計6回にわたり被告人Fに面接して精神鑑定作業を進めたが、Fはその間も保崎の再三に亘る説得を聞き入れず、身体的・精神的諸検査を拒否したため、保崎はやむを得ず「被告人Fとの面接結果」を中心に鑑定を行い、1991年9月13日付で東京高裁に精神鑑定書を提出した。
東京高裁が「死刑判決に対する控訴の取り下げ」という「訴訟法上重大な効果を伴うもの」である本件に関して「その効力の有無を慎重に検討する」目的で1991年11月18日に鑑定人・保崎に対する証人尋問を行い、「被告人Fの精神状態の把握」「被告人Fの訴訟能力の有無」に関する疑問点の解消に努めたところ、証人尋問で保崎は「被告人Fは現在（鑑定当時）拘禁反応の状態にはあるが、本件控訴取り下げ書を作成・提出した時点において『控訴取り下げなどの行為が訴訟上有する意味を理解・行為する能力』は多少問題があったとしても失われているほどではない」とする結論を示した。その一方で、被告人Fは1991年10月 - 11月にかけ、実母宛の手紙で一転して控訴取り下げを撤回する意思表示をしている。
1992年（平成4年）1月22日、弁護人は東京高裁へ「本件控訴取下げ当時の被告人Fの訴訟能力（とりわけ主体的・合理的な判断能力）の存在には大きな疑問があるため、本件控訴取下げは無効とすべきである」などとする趣旨の意見書（千葉大学法経学部助教授・後藤昭作成）を提出した。しかし、東京高裁第11刑事部（小泉祐康裁判長）は同年1月31日付で以下のように「控訴取り下げは被告人F自身の『死への願望』というやや特殊な動機だが、被告人本人の真意であるため取り下げは有効である」とする決定を出した。
- 被告人F自身が控訴審初公判で「もう助からないから控訴を取り下げたい」と発言したり、取り下げ書提出後に東京高裁の質問に対し「『控訴を取り下げれば早く死刑になって楽になれる』と思った」と回答した[416]。
- 精神鑑定結果で「被告人Fの精神は拘禁反応の状態にはあるが、『控訴取り下げの意味を理解する能力』は多少の問題はあるにしても完全に失われているわけではない」とされており、弁護団の「取り下げは被告人Fの一時の気紛れ・気の迷いによるもの」という主張は当てはまらない[416]。
- 控訴取り下げ撤回の意思を表明してもいったん終了した訴訟状態は復活させることはできない[417][416]。

この決定により控訴審は「控訴取り下げ時点に遡って終了し、そのまま第一審・死刑判決が確定」することになったが、被告人Fの弁護団は同年2月3日夜に「控訴取り下げは精神的に不安定な状況で行われており、本人に訴訟能力がないため無効だ」などとして東京高裁決定に対する異議を申し立て、同年3月27日には東京高裁に「被告人Fには精神分裂病（統合失調症）の疑いがあり、本件控訴取下は幻覚・妄想に影響された非合理的・非現実的な動機によってなされたものだ。仮に被告人Fが保崎の鑑定で示されたように拘禁症状を有していたとしても、被告人Fの訴訟能力には重大な障害が発生していることは否定できず、被告人の精神鑑定を再度実施する必要がある」とする趣旨の意見書（財団法人東京都精神医学総合研究所副参事医師・中谷陽二作成）を提出した。これを受け、1992年6月11日までに東京高裁第12刑事部（横田安弘裁判長）は「『被告人Fが控訴取り下げの意味を理解した上で取り下げを行ったかどうか』を改めて精査する必要がある」として聖マリアンナ医学研究所顧問・逸見武光を鑑定人に指定した上で、被告人Fに対し2度目の精神鑑定を行うことを決定した。
鑑定人・逸見は1993年（平成5年）2月1日付で精神鑑定書を提出したほか、1993年4月22日に東京高裁が実施した鑑定人尋問で「被告人Fはいわゆる境界例人格障害者で、現在（鑑定時）の精神状態は幻覚・妄想状態にある。その幻覚・妄想状態は重度の心因（ストレス）に起因する特定不能の精神障害のうち『分裂病型障害』と考えられ、控訴取り下げ時の精神状態も現在と同様であると思われる。拘禁後の被告人Fの幻覚・妄想状態は精神分裂病状態とほとんど変わらず、被告人が死への願望を抱くこと自体が精神分裂病に起因するものであって、被告人Fは控訴取り下げの意味を十分に理解しているとはいえず、その訴訟能力はなかったといわざるを得ない」とする結論を示した。それに対し検察官から1993年6月23日付で「さらに被告人Fの精神状態を鑑定する必要がある」とする申し出がなされたため、東京高裁第12刑事部（小田健司裁判長）は1993年7月16日付で（鑑定人尋問は同年8月17日）上智大学文学部教授（心理学）・福島章に3度目の精神鑑定を行うよう命じた。被告人1人に対し再々鑑定（3度目の精神鑑定）が行われることは極めて異例で、鑑定人・福島は1993年11月19日に精神状態鑑定書を提出したほか、1994年（平成6年）6月30日に行われた証人尋問では「被告人Fは現在に至るまで精神分裂病・境界例であったことはない。控訴取り下げ時点では拘禁反応状態で願望充足的な妄想的観念を抱いていたため、控訴取り下げの義理を理解し、自己を守る能力（訴訟能力）は多少低下していたがその実質的能力が著しく低下・喪失された精神状態ではなかった」とする鑑定結果を示した。
東京高裁第12刑事部（円井義弘裁判長）は1994年11月30日付で「被告人Fは控訴を取り下げた時点で拘禁反応状態（ノイローゼ）にはあったが、取り下げの意味は理解しており訴訟能力の欠如は認められず、控訴取り下げは有効なものだ」と認定して弁護人からなされた「訴訟終了宣言決定」への異議申し立てを棄却する決定をした。

#### 審理再開
しかし弁護人が同決定を不服として最高裁判所へ特別抗告した結果、最高裁第二小法廷（大西勝也裁判長）は1995年（平成7年）6月28日付で弁護人の特別抗告を認容して「控訴取り下げは有効」とした東京高裁決定を取り消し「控訴取り下げは無効であり、東京高裁は控訴審の公判を再開すべきである」と命じる決定を出した。決定理由で同小法廷は「死刑判決に対する上訴取り下げは死刑を確定させる重大な法律効果を伴うものである」と指摘した上で、東京高裁が行った尋問の際に被告人Fが「無罪になって自由の身になりたいから控訴取り下げを撤回する」などと意思表示をしていたことから「被告人Fは無罪を希望していた」と認定した。その上で「被告人Fは死刑判決を不服として控訴したにも拘らず、控訴を取り下げた当時は死刑判決の衝撃などにより『もう助かる見込みがない』と思い詰めており、その精神的苦痛から逃れるために控訴を取り下げたことが明らかである。そのため『自己防御能力が著しく制限されていた』と断定できる」と指摘した上で「今回のように『判決に不服があるにも拘らず死刑宣告の衝撃などで精神障害を生じ、その苦痛から逃れるために上訴を取り下げた場合』は取り下げは無効とするのが相当である」との判断を示した。
最高裁決定後に東京医科歯科大学教授・山上晧による精神鑑定が行われ、1998年（平成10年）6月22日に東京高裁（荒木友雄裁判長）で約7年ぶりに控訴審公判が再開された。同日の公判では以下のような結果を示した精神鑑定書が証拠採用された一方、弁護人は「被告人Fは『控訴取り下げを行う能力がない』と認定されており、裁判を続ける訴訟能力もない」などと主張して公判手続き停止を申し立てた。
- 「被告人Fは異常性格だが、犯行当時は特に病的な精神状態ではなかった」[431][430]
- 「現在は被告人Fの判断能力が弱まっている可能性はあるが著しいものではない」[431][432]

1999年（平成11年）10月29日に東京高裁（荒木友雄裁判長）で控訴審第19回公判が開かれ、弁護人・検察官の双方が最終弁論を行って結審した。

#### 控訴棄却判決
2000年（平成12年）1月24日に控訴審判決公判が開かれ、東京高裁第11刑事部（荒木友雄裁判長）は第一審・死刑判決を支持して被告人F・弁護人側の控訴を棄却する判決を言い渡した。
東京高裁 (2000) は「起訴後、被告人Fの言動には異常な点が見られるが、これは拘禁の影響によるものと認められる」と判断した。その一方で、事件当時の刑事責任能力に関しては弁護人側の心神喪失・心神耗弱とする主張を退け「犯行経緯・動機は十分に了解可能で、犯行時の意識も清明だった」と指摘し、「完全犯罪を意図して周到・緻密な準備の上で行われた高度な計画性に基づく犯行で、死刑になり得ることも十分に理解していた」として完全責任能力を認めた。また「脅迫罪で別件逮捕したことによる取り調べ・自白強要など違法な訴訟手続きが行われた」とする弁護人側の控訴趣意書主張に関しては「本件殺人のみならず別件の取り調べも行われている。そもそも別件・脅迫事件は本件・殺人事件と原因・動機が関連しているため違法とは言えない」と判断して退けた。そして「量刑不当」と主張した弁護人側の控訴趣意書論旨については、「被告人Fは公判で否認から自白に転じ、いったんは控訴を取り下げるなど精神的成長・改善矯正の兆しが認められなくはないが、5人の人命を奪った罪の重さを鑑みれば死刑を選択した第一審の量刑はやむを得ず、弁護人側の『重すぎて不当』という主張は当てはまらない」として退けた。
被告人Fは判決後、接見室で弁護人・岡崎敬弁護士と接見した際には「控訴審はこれで終わりか？」と質問し、判決の結論を「第一審と同じ死刑だ」と教えられると指で丸を作り「わかった」という様子を見せていた。Fの弁護人は判決を不服として、同年2月4日付で最高裁判所へ上告した。

### 上告審・最高裁第三小法廷
2004年（平成16年）3月23日に最高裁判所小法廷（濱田邦夫裁判長）で上告審口頭弁論公判が開かれ、弁護人は死刑判決の破棄を検察官は上告棄却をそれぞれ求めた。
2004年6月15日に上告審判決公判が開かれ、最高裁第三小法廷（濱田邦夫裁判長）は第一審・控訴審の死刑判決を支持して被告人F・弁護人の上告を棄却する判決を言い渡したため、被告人Fの死刑が確定することとなった。Fは上告審判決の訂正申立期限（上告審判決から10日間）までに同小法廷へ判決訂正を申し立てなかったため、正式に死刑判決が確定した。
弁護士・安田好弘は死刑執行後の抗議集会にて「共犯者がいる本件では『加害者Fが事件の主導者か否か』『被告人Fは責任能力・防御能力を十分に有していたか否か』」の2点に関して疑問を呈している。また控訴審から公判を傍聴し、控訴審判決後から被告人（→死刑囚）Fと交流を続けていた支援者は「自分が見たFは公判の際に明らかに精神的に病んでいる状態で、毎回5人の看守が付き添っていた。裁判所だけでなく拘置所側もFを『普通ではない』と認識していたから他の被告人と違う扱いをしていたのだろう。死刑囚Fは自分との面会の際に隣の看守に食って掛かっていたことがあったが、そのことから想像するとFは死刑執行の際におとなしく刑を受け入れたかは疑問だ」と述べている。

## 死刑執行
2007年（平成19年）12月7日午前、法務大臣鳩山邦夫の発した死刑執行命令により収監先・東京拘置所で死刑囚F（47歳没）の死刑が執行された。これは鳩山が法務大臣に就任してから初の死刑執行だったが、鳩山は同日に死刑を執行した死刑囚計3人について、氏名・犯罪事実の概要・執行場所を法務省として初めて公表した。また国会会期中の死刑執行は極めて異例で、鳩山は同日に行われた衆議院法務委員会でこの死刑執行にあたり、死刑囚の氏名などを公表した理由を「死刑という非常に重い刑罰が、法に基づいて適正に粛々と行われているかどうかは、被害者あるいは国民が知り理解する必要がある」と説明した。
この死刑執行により同年内の死刑執行は計9人となり、1976年以来では当時最多となった（現在の最多記録は2008年と、オウム真理教事件の13人への執行が含まれる2018年の各15人）。

## 分析・考察
識者は本事件について以下のように評価している。
- 間宮武（共立女子大学教授） - Fが両親から優秀な妹と比較されて生育していた点に着目し「親が子供を叱ったりしつけたりする際に他の子供・兄弟と比較することは良くない。Fは家庭・学校・社会から『劣等生・非行少年』と疎外され続け、それらへの積年の恨みを爆発させて凶行に走ってしまったのだろう。Fのように周囲から孤立し、ストレスを抱えている青年は他にもかなりいるだろうし、『良い子＝良い点数を取る子』という風潮の社会では今後も同種の犯罪が起きそうだ」と指摘[458]。
- 福島章（上智大学教授） - 「子供は母親の叱り方が『見捨てるぞ』と脅すような厳しいものだと安心して母親に甘えることができず、Fの場合は本来は十分に満たされれば消えていくはずのその甘えが満たされないまま残ってしまったのだろう。Fによる犯罪は家庭内暴力の延長線上にあるといえる」と分析[458]。
- 山根清道（大東文化大学教授 / 犯罪心理学者・元横浜少年鑑別所所長） - Fの心理状態について「Fは『自信を温かく受け入れてくれ、叱るところは叱ってくれる』環境に飢えており、自身への愛を求めようとして少女Aに交際を迫った。しかしうまくいかず、『自分の愛を受け入れてくれなかった』A本人への憎しみに加え、妹・母親への恨みも含めて爆発させてしまったのだろう」と指摘[459]。
- 瀬尾和子（神奈川県立こども医療センター精神科医長） - 「Fのような子供を生み出さないためには、幼少期から自分自身の感情表現をトレーニングさせることが必要だ。幼少期から感情を抑えつけさせるのではなく、喜怒哀楽を明確に言葉で他人に伝えさせ、成長する過程で『どこを抑えて我慢していくべきか』を自分で覚えさせるべきだ。子供にはどこか取り得があるのだから、1つの側面だけで決めつけず、幅広い側面から見てあげるべきだ」と分析・考察している[459]。
- 稲村博（筑波大学助教授・精神衛生学） - 「Fが本事件を起こした背景には、F自身の自己中心的・爆発的な性格に加え、親・級友から見放されたことや成績の悪さなどによる慢性的な挫折感が続いていたことが大きいだろう。幼いころから非行的だったが、次第にエスカレートした末に殺人に発展していった。しかし非行化するような素質を有していても、親の対応がきちんとしていれば逸脱行為は出ない。両親も学校も、Fに対し忍耐強く愛情を持って接するべきだった」と指摘[注 213][461]

また死刑判決を受け、『読売新聞』『朝日新聞』にもそれぞれ、被告人Fの性格・家庭環境について問題提起し、Fについて「彼が人間として目覚め、本当に心から改心せぬ限りこの事件は解決したことにはならない」、「Fを非人間的性格から救い出して更生させ、真っ当な人間に戻した上で罪を償わせたい」と訴える投書が掲載された。

## 関連書籍
- 村野薫「第六部 五人殺し【藤沢の母娘ら5人殺害事件】死刑判決直後、法廷を見守る報道陣に両手でVサインの異常」『日本の大量殺人総覧』（発行）新潮社〈ラッコブックス〉、2002年12月20日、163-165頁。ISBN 978-4104552153。